# Archidiocèse de Rimouski
Pour les articles homonymes, voir Rimouski (homonymie).
L'archidiocèse de Rimouski (Archidioecesis Sancti Germani en latin) est un archidiocèse métropolitain de l'Église catholique au Québec au Canada situé dans la région du Bas-Saint-Laurent dans l'Est de la province de Québec. Son siège épiscopal est la cathédrale Saint-Germain de Rimouski. Depuis 2015, son évêque est Denis Grondin.
Le diocèse a été érigé canoniquement le 15 janvier 1867 par le pape Pie IX sous le nom de diocèse de Saint Germain de Rimouski. Il a été élevé au rang d'archidiocèse le 9 février 1946 par Pie XII et adopta alors son nom actuel. En 2017, l'archidiocèse de Rimouski comprend près de 144 000 catholiques et 79 prêtres.

## Description

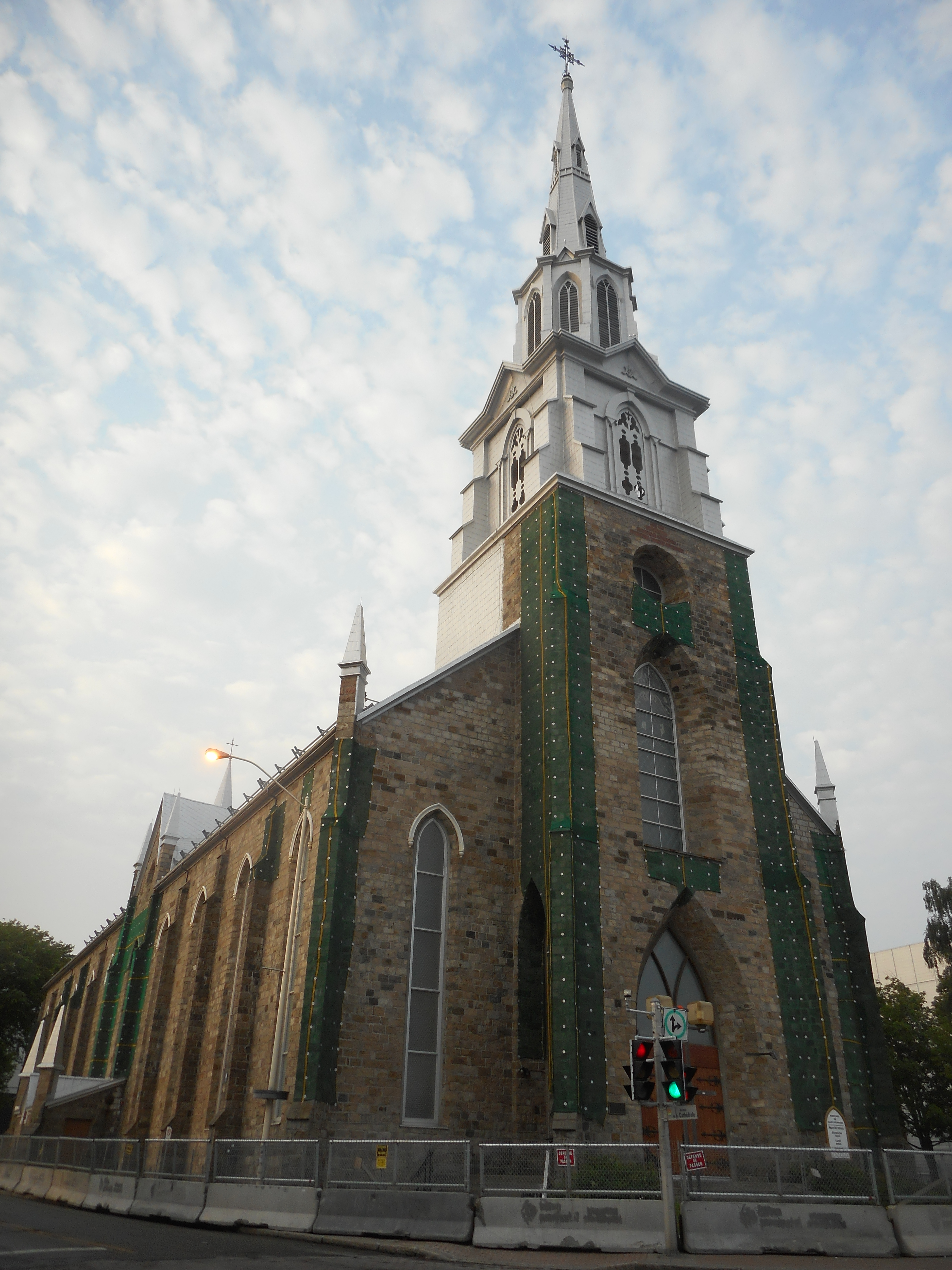
Façade de la cathédrale Saint-Germain de Rimouski

L'archidiocèse de Rimouski est l'une des juridictions de l'Église catholique au Québec au Canada. Son siège épiscopal est la cathédrale Saint-Germain de Rimouski,. Il est le métropolitain de la province ecclésiastique de Rimouski et deux diocèses lui sont suffragants : le diocèse de Baie-Comeau et le diocèse de Gaspé,,,. Depuis 2015, son évêque est Denis Grondin,,,,. Bertrand Blanchet est archevêque émérite de Rimouski,.
Le territoire de l'archidiocèse de Rimouski s'étend sur 20 225 km2 dans la région du Bas-Saint-Laurent dans l'Est du Québec,. Il est contigu au diocèse de Sainte-Anne-de-la-Pocatière au sud-ouest, au diocèse de Chicoutimi à l'ouest, au diocèse de Baie-Comeau au nord, au diocèse de Gaspé au nord-est, au diocèse de Bathurst à l'est, au diocèse d'Edmundston au sud et au diocèse de Portland au Maine au sud. En fait, il est bordé, au nord par le fleuve Saint-Laurent, au sud-est par le Nouveau-Brunswick et au sud-ouest par le Maine aux États-Unis. Il inclut toutes les paroisses à partir de Cacouna jusqu'aux Capucins, incluant les vallées de la Matapédia et du Témiscouata, sauf trois paroisses de Rivière-du-Loup qui sont Saint-Patrice, Saint-Ludger et Saint-Antonin. En 2022, il compte 95 paroisses réparties en six régions pastorales : Trois-Pistoles, Témiscouata, Rimouski-Neigette, La Mitis, La Matanie et La Matapédia.
En 2022, l'archidiocèse de Rimouski dessert une population de 138 541 catholiques, soit 96,2% de la population totale de son territoire, avec un total de 55 prêtres et 13 diacres permanents.

## Histoire

### Naissance du diocèse

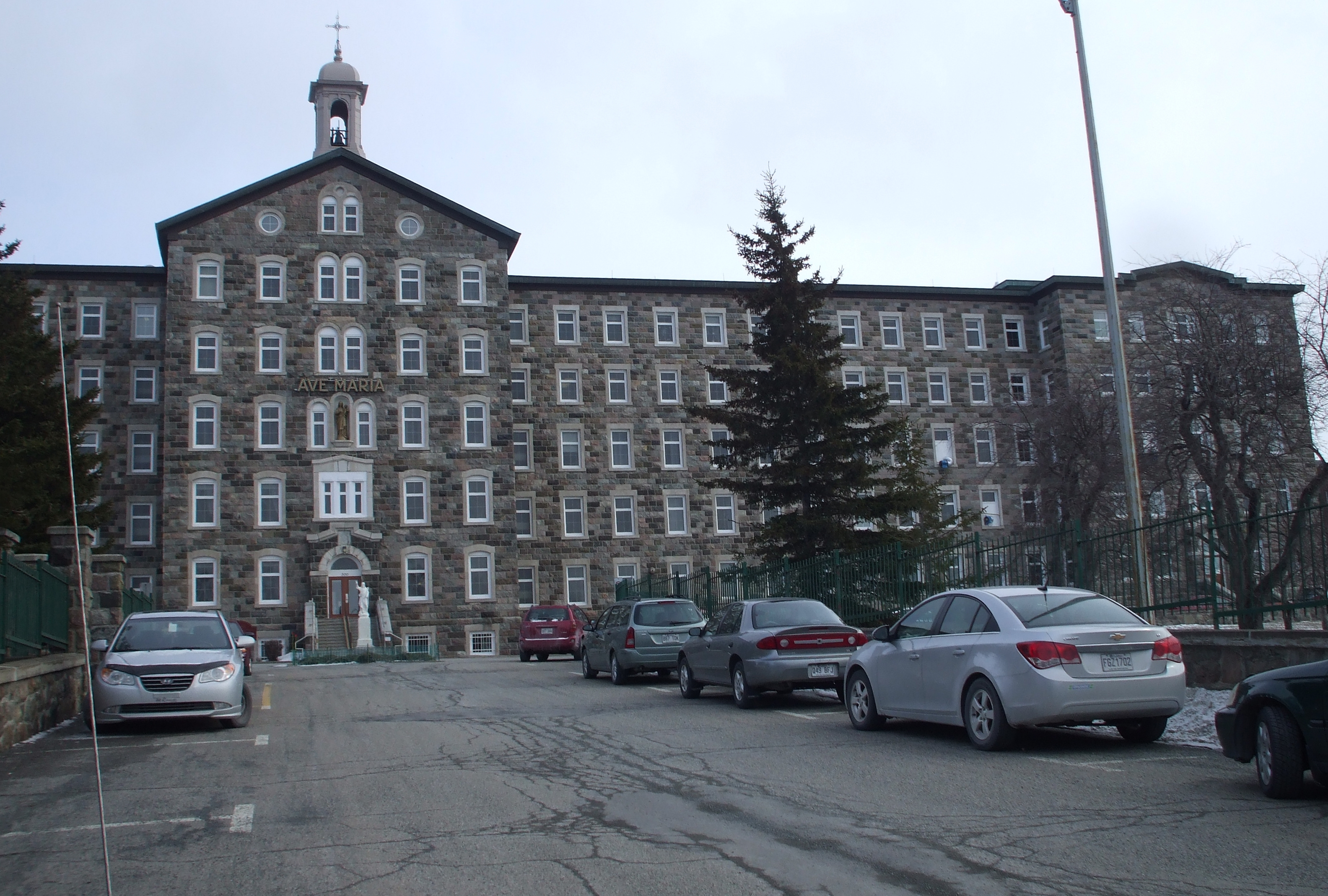
Congrégation des Sœurs de Notre-Dame du Saint-Rosaire de Rimouski

Le diocèse est érigé canoniquement le 15 janvier 1867 par une bulle apostolique du pape Pie IX sous le nom de diocèse de Saint Germain de Rimouski,,,. Auparavant, son territoire faisait partie de l'archidiocèse de Québec duquel il devint suffragant,. La création du  diocèse de Rimouski  en 1867 s'inscrit dans un contexte de régionalisation plus vaste qui s'opère sur tout le territoire québécois entre 1847 et 1913. Il répond au développement démographique des régions après 1850, même si des luttes internes au sein de la hiérarchie ecclésiastique ont pu influencer les découpages. La création du siège diocésain de Rimouski, et celui de Chicoutimi en 1878, ont toutefois été exemptes de controverse, compte tenu de l'urgence d'appuyer le développement de la colonisation. Dans sa forme initiale, le diocèse regroupait le Bas-Saint-Laurent à partir de Cacouna, la Gaspésie et la Côte-Nord, à l'est de la rivière Portneuf.
Le premier évêque du diocèse fut Jean Langevin,,. Ce dernier dut se mettre rapidement au travail afin de pourvoir aux besoins pressants des catholiques de l'Est du Québec. Entre 1868 et 1870, il fonda neuf paroisses et recruta des prêtres de l'extérieur en attendant les premières promotions du séminaire de Rimouski, dont il prit la direction de 1867 à 1882, considérant que cet établissement était son œuvre de prédilection. Au total, Jean Langevin érigea 28 paroisses durant son mandat comme évêque.
Durant son mandat à la tête du diocèse, Jean Langevin mit en place les bases d'une organisation robuste en encourageant notamment les communautés de femmes à s'établir dans la région. Déjà présentes lors de la création du diocèse, à l'invitation du clergé local, des congrégations de Montréal et de Québec — les Sœurs de la Congrégation de Notre-Dame, les Religieuses de Jésus-Marie, les Sœurs du Bon-Pasteur de Québec, les Augustines et les Sœurs de la Charité de la Providence — s'établissèrent au Bas-Saint-Laurent afin de prodiguer des services comme l'enseignement primaire, l'entretien des hôpitaux, des crèches, des orphelinats et des foyers pour personnes âgées. Une première congrégation d'origine locale, la congrégation des Sœurs de Notre-Dame du Saint-Rosaire, aussi connues comme les Sœurs des Petites Écoles, virent le jour à Rimouski en 1879 à l'instigation d'une enseignante originaire de Beaumont, Élisabeth Turgeon, béatifiée en 2015.

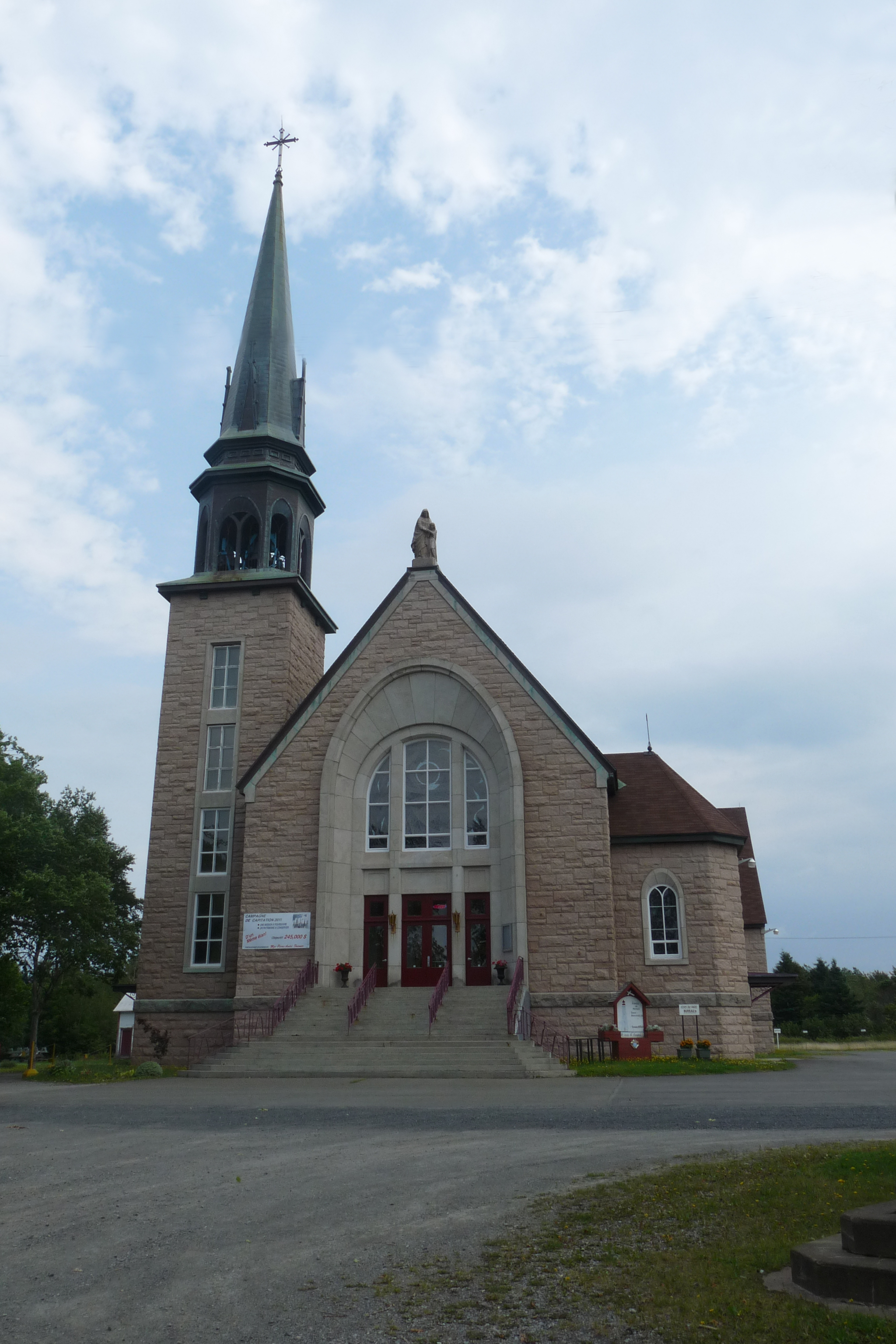
L'église de Pointe-au-Père du sanctuaire Sainte-Anne.

Jean Langevin mit aussi en place un lieu de dévotion en inaugurant, en 1874, le sanctuaire de Sainte-Anne de la Pointe-au-Père. Il développa également une série d'organisations pieuses ou charitables qui dépassait la stricte mission spirituelle de l'Église, en encourageant la création d'organismes à mission sociale ou culturelle. Considérant que la colonisation du territoire était une œuvre « patriotique et religieuse par excellence », Jean Langevin mit sur pied une Société diocésaine de colonisation dès 1882. Les résultats de cette initiative furent cependant mitigés de l'aveu même du premier évêque de Rimouski.
Le 29 mai 1882, le diocèse de Rimouski perdit une partie de son territoire lors de l'érection de la préfecture apostolique du Golfe Saint-Laurent, de nos jours le diocèse de Baie-Comeau,. En effet, la Côte-Nord est détachée du diocèse à la demande de l'évêque de Rimouski de l'époque, Jean Langevin, et devient une préfecture apostolique sous la responsabilité du diocèse de Chicoutimi,. Le 5 mai 1922, il perdit à nouveau une partie de son territoire lors de l'érection du diocèse de Gaspé,,.

### L'Église omniprésente

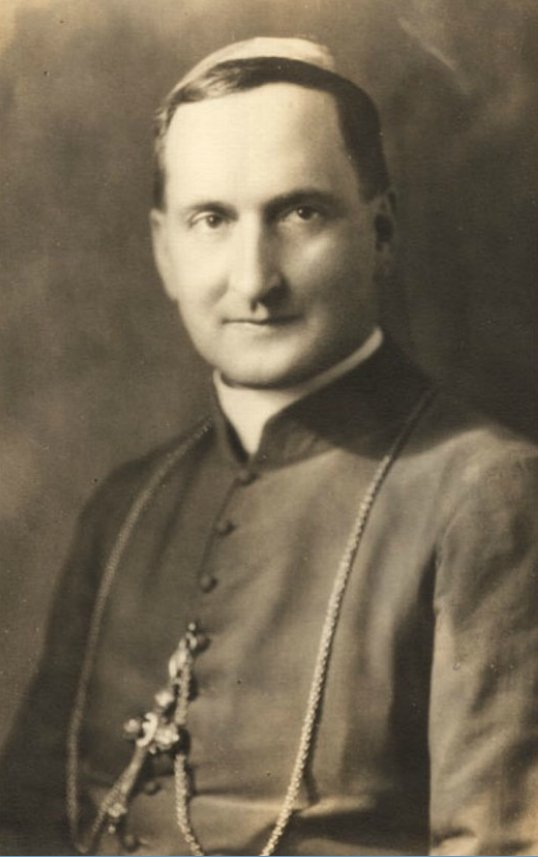
Georges-Alexandre Courchesne, évêque de Rimouski de 1928 à 1950

Le diocèse de Rimouski atteignit le sommet de sa puissance au cours des six décennies suivantes. Implanté sur un territoire où les catholiques représentaient 99% de la population, servi par un clergé de plus en plus nombreux, auquel s'ajoutaient des communautés religieuses, le diocèse assuma une part importante dans l'organisation de l'éducation, des services de santé et de l'assistance sociale.
Les effectifs passèrent de 74 prêtres en 1892 à 213 en 1931, pour atteindre 321 en 1951. En 1950, le diocèse comptait 99 paroisses — dont 52 créées entre 1890 et 1950 —, qui permettaient d'encadrer les croyants de la naissance au décès. En plus de veiller à la pratique religieuse, le curé était responsable des bonnes mœurs de ses ouailles, supervisait l'éducation des jeunes, organisait des œuvres de bienfaisance et des associations charitables ciblées vers des segments de la population.
Le développement du diocèse exigea l'érection d'un nouvel évêché au début du XXe siècle. Le successeur de Jean Langevin, André-Albert Blais, entreprit la construction d'un nouvel édifice au printemps de 1901. Les plans furent confiés à un architecte de Sherbrooke, Joseph-J.-B. Verret, qui avait réalisé les travaux d'agrandissement de la cathédrale Saint-Germain. Au bout de deux ans de travaux dont les coûts se sont élevés à 42 000 dollars, le diocèse disposait d'un édifice de cinq étages, incluant le sous-sol, d'une superficie de 120 × 40 pieds (39 × 13 m).
Dans la lignée de Jean Langevin, ses successeurs poursuivirent la promotion active d'un mode de vie rural et agricole malgré la progression de l'industrialisation et de l'urbanisation. Le clergé fut notamment actif dans les mouvements de colonisation au Témiscouata et dans La Matapédia, qu'il favorisait notamment par l'organisation d'une quête annuelle décrétée par André Blais dès 1894.
Alors que le mouvement de colonisation s'essoufflait au lendemain de la Première Guerre mondiale, le clergé rimouskois lui insuffla une nouvelle vie en organisant une société diocésaine chargée d'en faire la promotion. La crise des années 1930 transforma cet effort sanctionné par le nouvel évêque, Georges-Alexandre Courchesne, en « véritable croisade qui officialise ce qui était devenu une grande idée patriotique et religieuse », soutiennent Fortin et Lechasseur dans leur Histoire du Bas-Saint-Laurent, publiée en 1993.
Durant cet « âge d'or » de l'Église québécoise, la mission des diocèses dépassait la sphère religieuse et s'inscrivait dans une vision de développement économique, social et culturel, à l'inspiration de la doctrine sociale de l'Église catholique promue par l'encyclique Rerum novarum publiée en 1891 par le pape Léon XIII. Les années 1920 et 1930 virent la création de plusieurs mouvements d'action catholique diocésains, qu'il s'agissait de l'Union catholique des cultivateurs, des mouvements de jeunesse — scoutisme, JEC et JOC —, ou féminins, comme les cercles des Fermières. À l'instar de l'archidiocèse de Québec, qui faisait ouvertement la promotion des coopératives d'épargne et de crédit, le diocèse de Rimouski s'impliqua dans la création de caisses populaires sur son territoire dès les années 1910. À la mort d'Alphonse Desjardins en 1920, le territoire du diocèse de Rimouski comptait 14 caisses populaires, auxquelles étaiet activement associés les curés des paroisses, à la demande expresse des autorités diocésaines.
Le 9 février 1946, le diocèse a été élevé au rang d'archidiocèse métropolitain par une bulle apostolique du pape Pie XII et adopta le nom d'archidiocèse de Rimouski,,. Il devint alors le métropolitain d'une province ecclésiastique avec les diocèses de Baie-Comeau et de Gaspé comme suffragants. Il avait également la responsabilité du vicariat apostolique de Labrador-Schefferville, qui est devenu le diocèse de Labrador City-Schefferville en 1967 et a été dissout en 2007, jusqu'à la création du siège métropolitain de Keewatin-Le Pas le 13 juillet 1967,,,.
Vers la fin des années 1940, l'archevêque de Québec, Maurice Roy, proposa la création d'un nouveau diocèse regroupant le Kamouraska, le Témiscouata et la région de Rivière-du-Loup. Cette proposition, qui aurait amputé l'archidiocèse de Rimouski de la vallée de la Témiscouata, suscita une réaction négative au collège de Sainte-Anne-de-la-Pocatière, qui craignait sa marginalisation. Les protestations portèrent fruit et le diocèse de Sainte-Anne-de-la-Pocatière fut érigé en 1951. Celui-ci fut découpé exclusivement dans les limites de l'archidiocèse de Québec et exclut le transfert du Témiscouata qui demeure dans les limites de l'archidiocèse de Rimouski.

### Laïcisation et redéfinition
Au décès de Georges Courchesne, en 1950, l'Église de l'Est du Québec est au faîte de sa puissance. Décrite comme « le dernier bastion de l'idéologie conservatrice et ruraliste de l'Église traditionnelle québécoise », le nouveau titulaire du diocèse, Charles-Eugène Parent devait toutefois composer avec une modernisation des institutions et des idées, promue par l'Église de Montréal.
Dès le milieu de la décennie, les problèmes surgirent : certaines dessertes réclamèrent d'être érigées en paroisses alors que le clergé bas-laurentien ne suffisait pas à la tâche. Selon une étude menée en 1945, 55% du clergé diocésain était affecté au ministère paroissial à Rimouski, alors que cette proportion variait de 30% à 34% dans les diocèses de Montréal, de Québec et de Valleyfield. La cause n'était pas le déclin des vocations, mais la taille des paroisses. Alors qu'à Montréal, les paroisses comptaient plus de 4 000 âmes en 1958, le tiers des 120 paroisses et dessertes du Bas-Saint-Laurent ne regroupent que 800 croyants. En revanche, les neuf plus grandes paroisses urbaines de la région rassemblaient en moyenne 5 400 fidèles.
À son apogée, l'Église diocésaine comptait plus de 1 500 religieuses et religieux, qui enseignaient dans les écoles, prodiguaient des soins de santé et d'assistance sociale au Bas-Saint-Laurent. Ils étaient regroupés au sein de 29 communautés, dont 18 congrégations de femmes. Le réseau d'organismes charitables, d'associations professionnelles et de syndicats catholiques était toujours en place dans les années 1950. Le Conseil des œuvres du diocèse de Rimouski mena des campagnes de souscription : sa première campagne permit de recueillir 50 000 dollars en 1955. Une dizaine d'années plus tard, le Conseil suspendit ses activités à cause du déclin des sommes recueillies.
Pour l'Église régionale, les nouvelles n'étaient guère plus encourageantes du côté de la colonisation, qu'elle a longuement encouragé. Le territoire ouvert au cours des générations précédentes ne retenait plus ses habitants, particulièrement après la fin de la Seconde Guerre mondiale. Entre 1951 et 1961, plus de 24 000 personnes quittèrent l'arrière-pays pour s'établir ailleurs. Parmi ceux qui restaient, de nombreux hommes s'exilèrent sur la Côte-Nord pour trouver du travail sur les chantiers et dans les mines.
Les laïcs urbains et progressistes prirent en main les questions temporelles, tandis que l'Église revint à sa mission pastorale. La démarche de modernisation entreprise par l'État dans les années 1960 marqua une rupture avec la tradition. Le clergé fut peu consulté par le Bureau d'aménagement de l'Est du Québec, qui préparait un plan d'aménagement régional pour le Bas-Saint-Laurent et la Gaspésie. Fortin et Lechasseur notent d'ailleurs que « les porte-parole des opérations Dignité seront ces curés des paroisses marginales dont l'avis avait été si peu sollicité auparavant ».

## Ordinaires

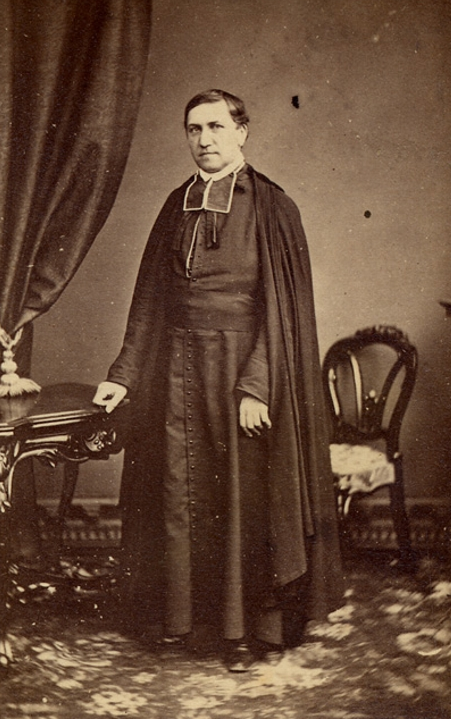
Jean-Pierre-François Laforce-Langevin, premier évêque de Rimouski

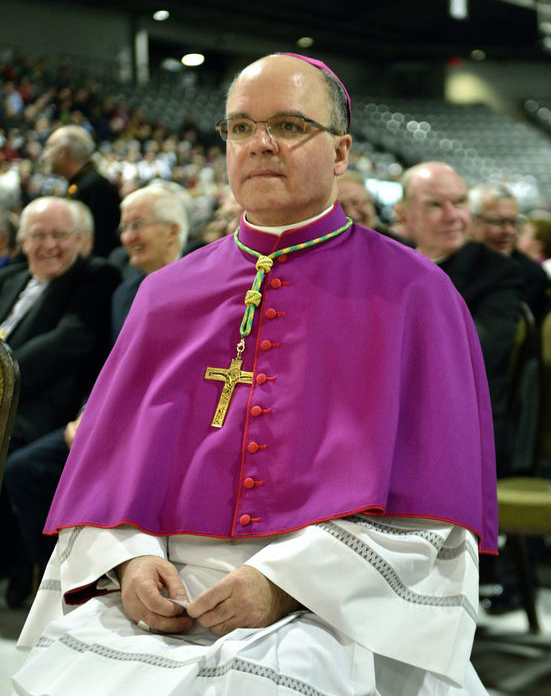
Denis Grondin, archevêque de Rimouski depuis 2015

| #  | Nom                                   | Dates                               |
| -- | ------------------------------------- | ----------------------------------- |
| 1  | Jean-Pierre-François Laforce-Langevin | 15 janvier 1867 - 6 février 1891    |
| 2  | André-Albert Blais                    | 6 février 1891 - 23 janvier 1919    |
| 3  | Joseph-Romuald Léonard                | 18 décembre 1919 - 9 novembre 1926  |
| 4  | Georges-Alexandre Courchesne          | 1er février 1928 - 14 novembre 1950 |
| 5  | Charles-Eugène Parent                 | 2 mars 1951 - 25 février 1967       |
| 6  | Louis Lévesque                        | 25 février 1967 - 27 avril 1973     |
| 7  | Joseph Gilles Napoléon Ouellet        | 27 avril 1973 - 16 octobre 1992     |
| 8  | Bertrand Blanchet                     | 16 octobre 1992 - 3 juillet 2008    |
| 9  | Pierre-André Fournier                 | 3 juillet 2008 - 10 janvier 2015    |
| 10 | Denis Grondin                         | Depuis le 4 mai 2015                |

| Nom                | Dates                             |
| ------------------ | --------------------------------- |
| André-Albert Blais | 28 décembre 1889 - 6 février 1891 |
| Louis Lévesque     | 13 avril 1964 - 25 février 1967   |

| Nom                   | Dates                      |
| --------------------- | -------------------------- |
| Charles-Eugène Parent | 11 mars 1944 - 2 mars 1951 |

## Paroisses

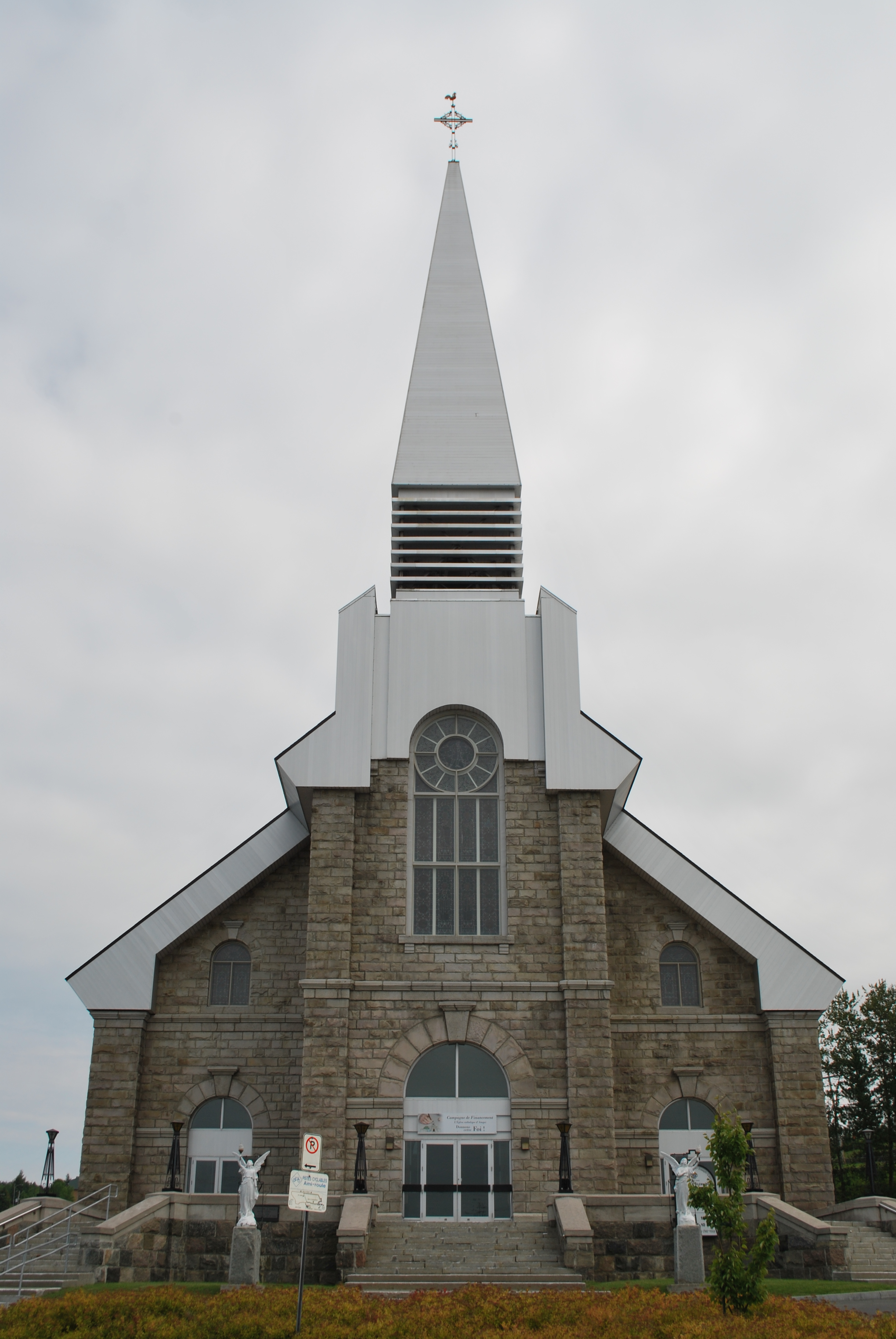
L'église Saint-Benoît-Joseph-Labre d'Amqui

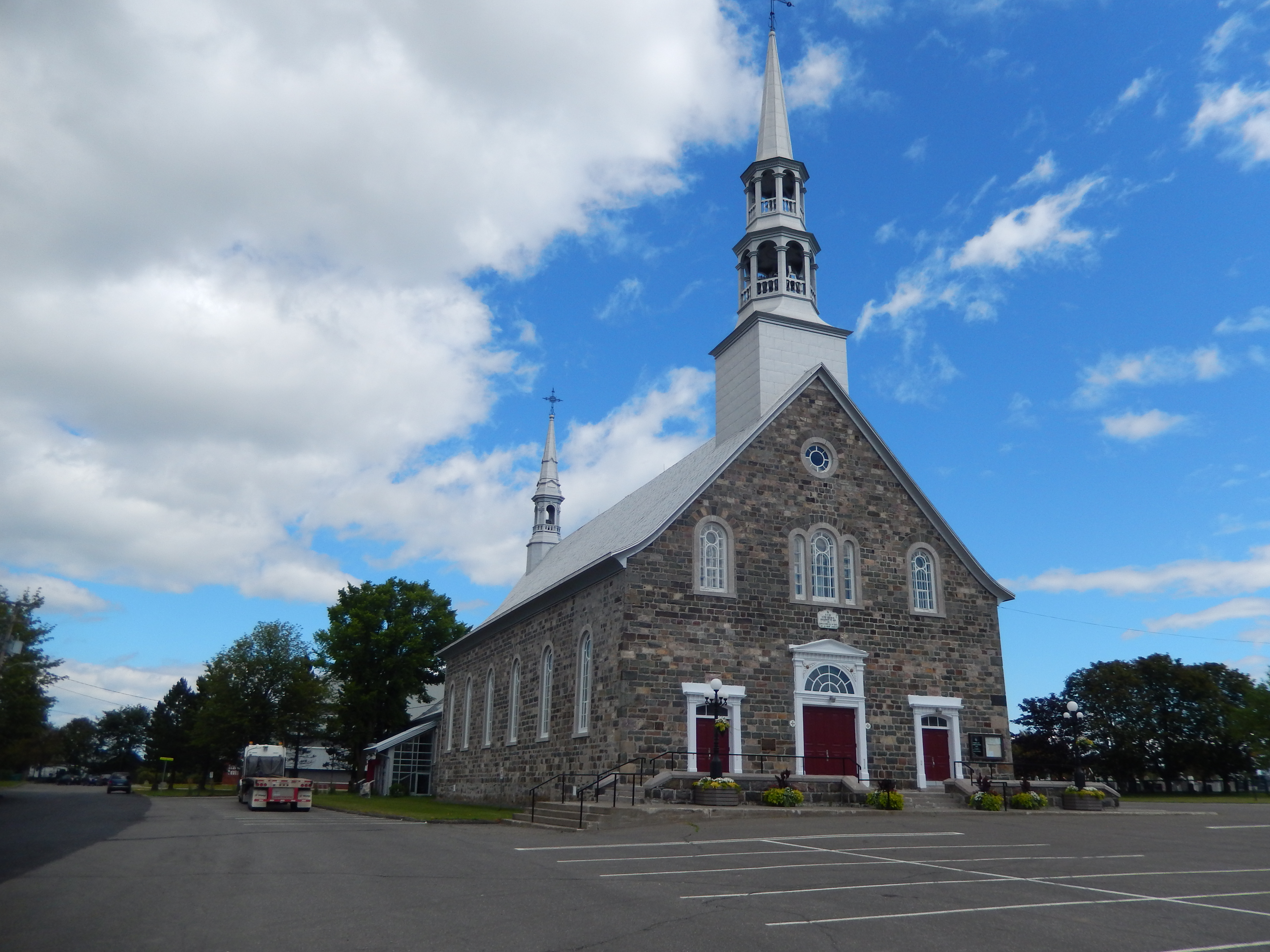
L'église Saint-Georges de Cacouna

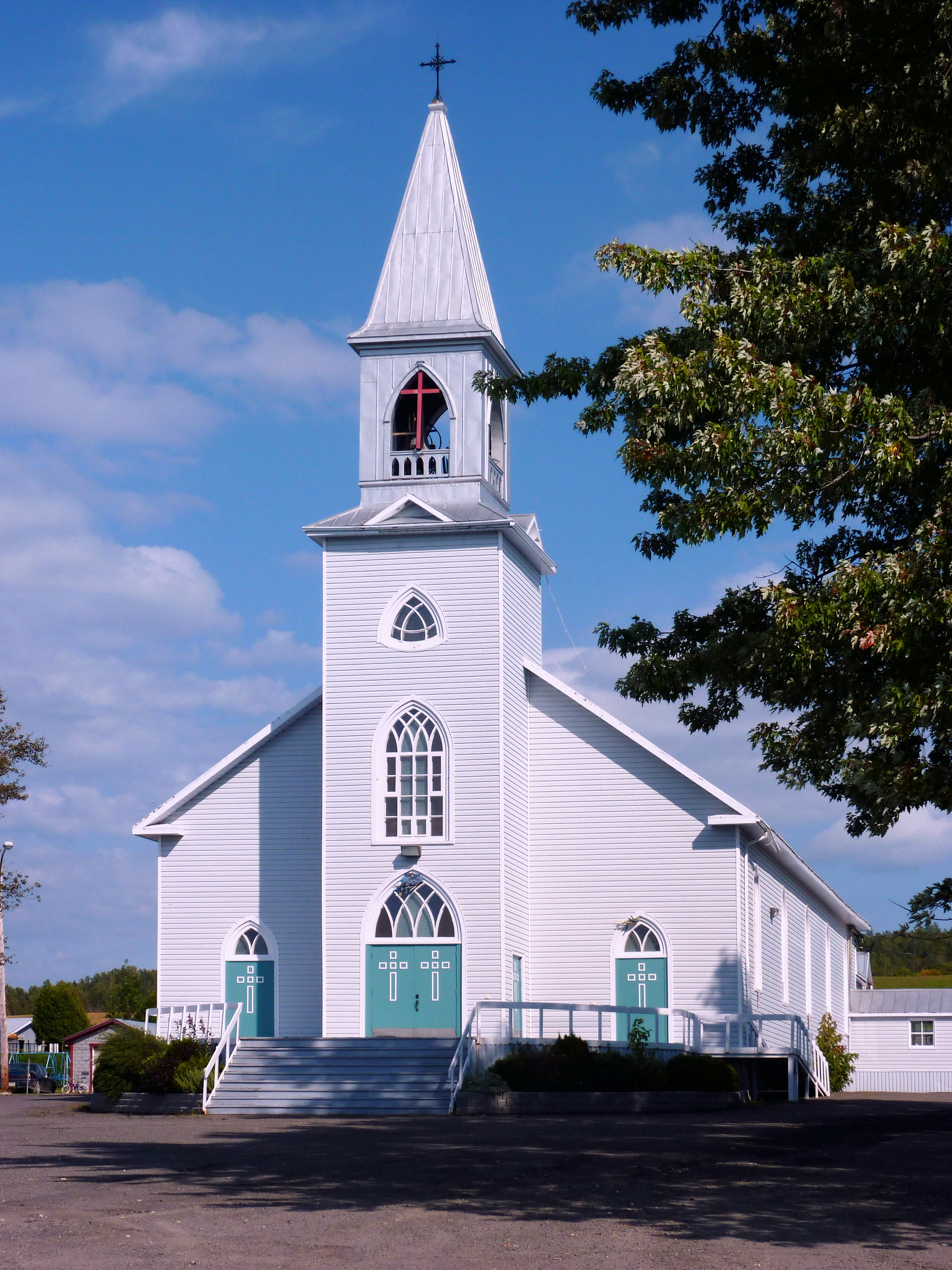
L'église Saint-Isidore de Lac-des-Aigles

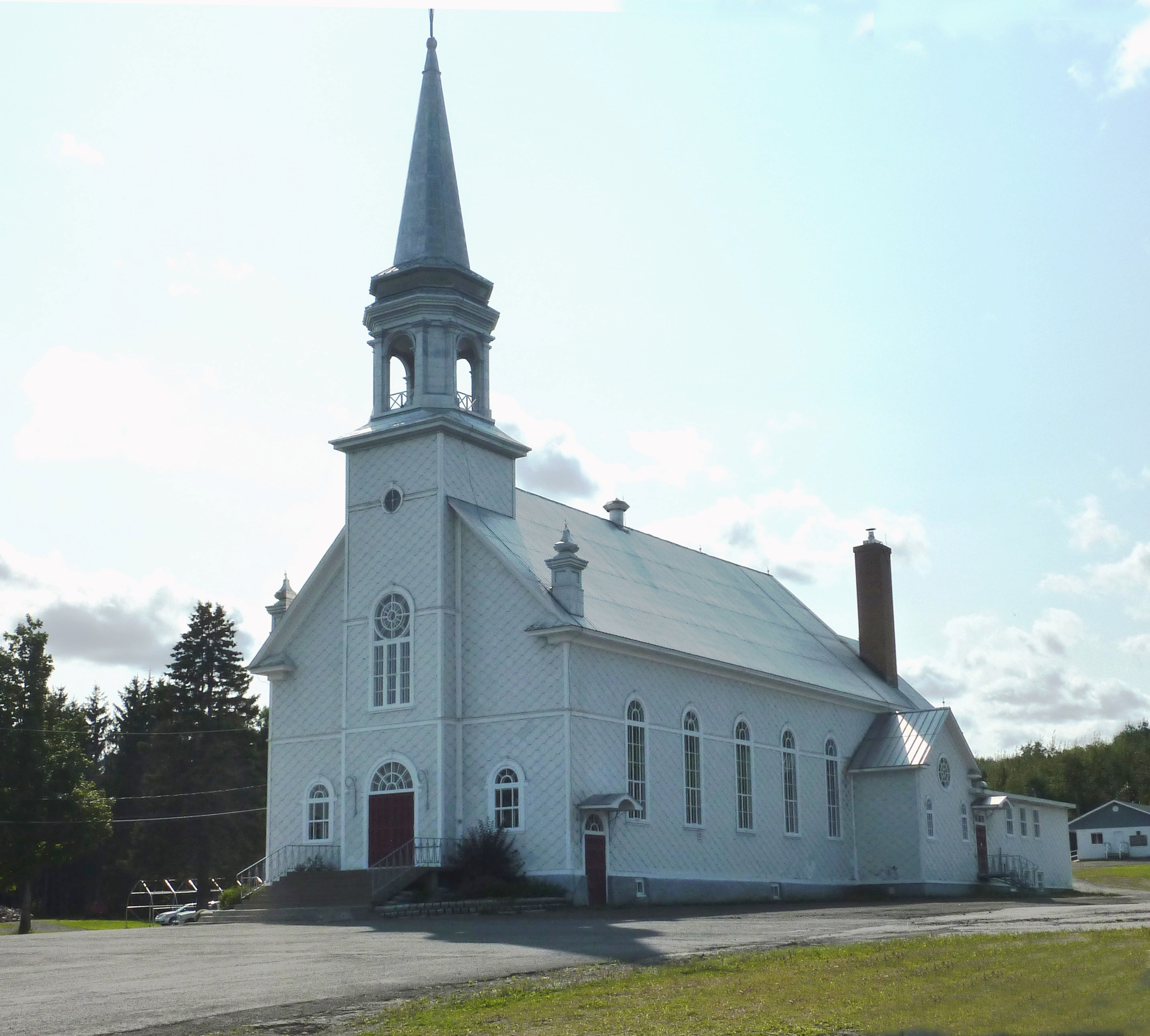
L'église Saint-Zénon de Saint-Zénon-du-Lac-Humqui

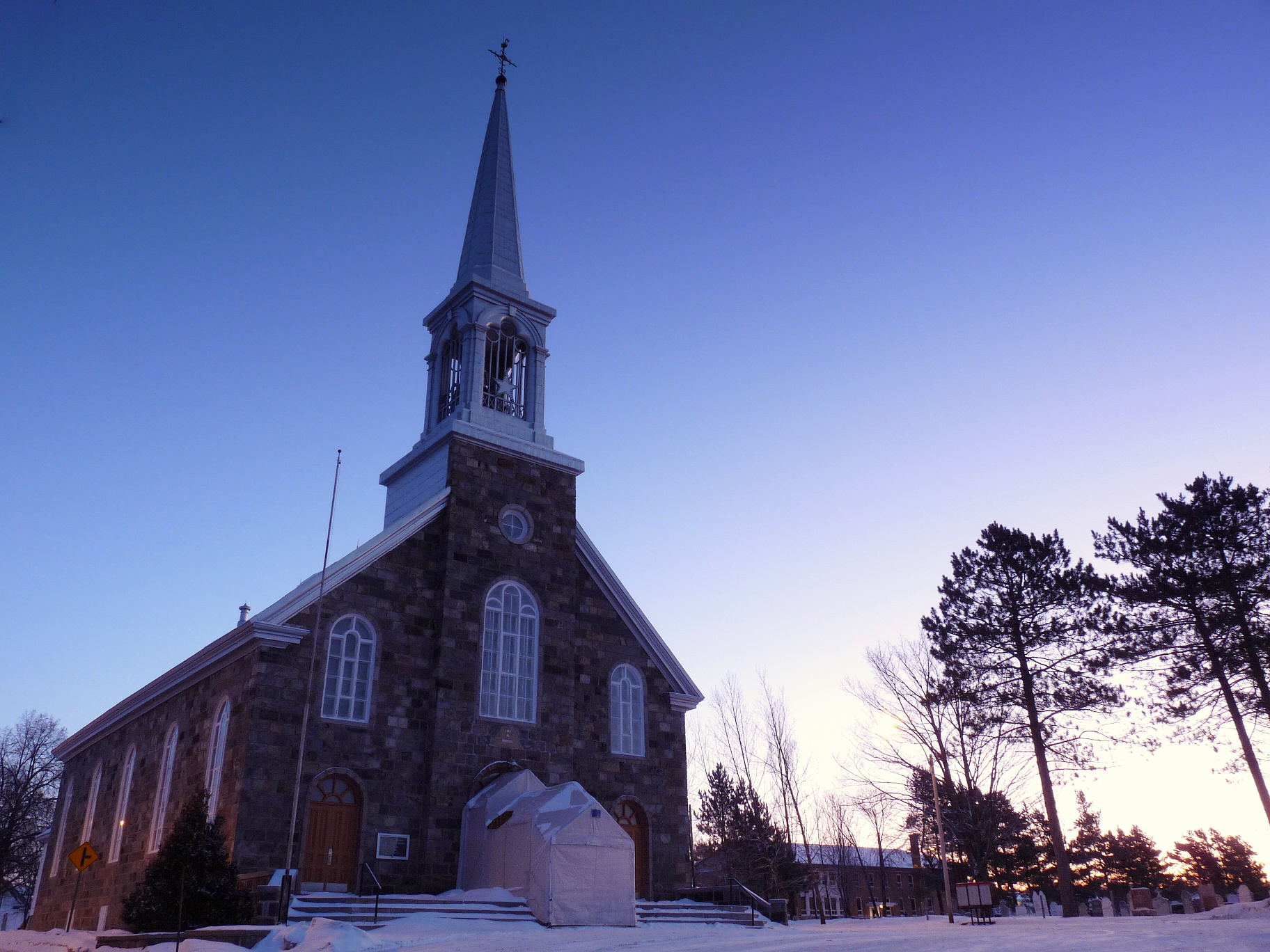
L'église Saint-Modeste de Saint-Modeste

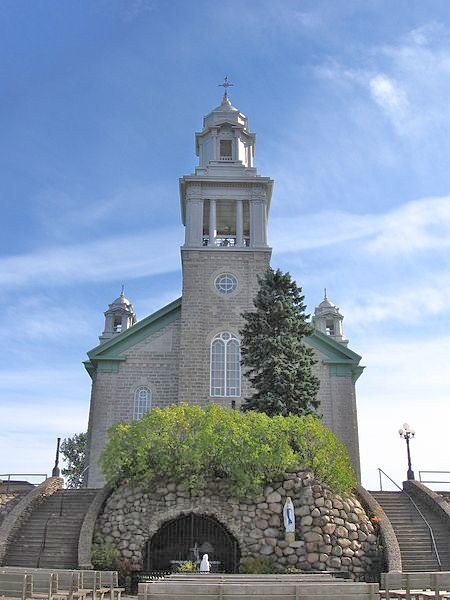
L'église Notre-Dame-de-Lourdes de Mont-Joli

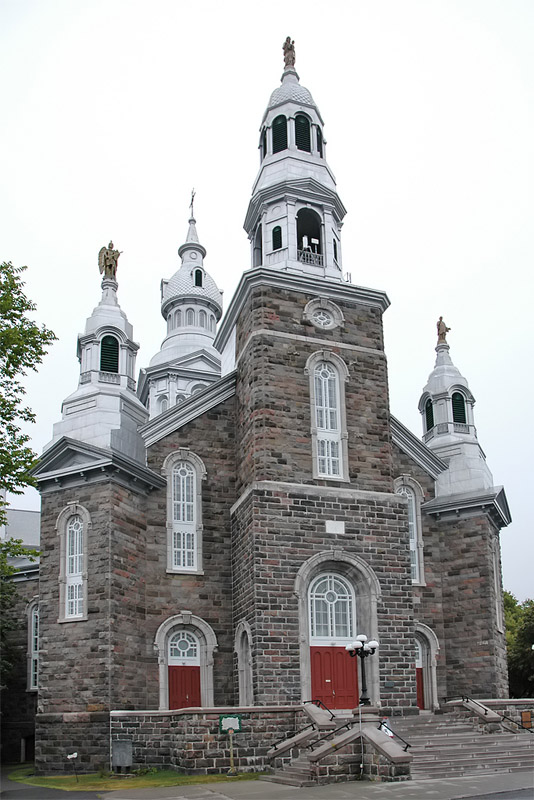
L'église Notre-Dame-des-Neiges de Trois-Pistoles

En date du 14 août 2020, l'archidiocèse de Rimouski comprend les paroisses suivantes :
- Saint-Raphaël d'Albertville
- Saint-Benoît-Joseph-Labre d'Amqui
- Saint-Émile d'Auclair
- L'Assomption-de-Notre-Dame de Baie-des-Sables
- La Nativité-de-la-Sainte-Vierge de Biencourt
- Saint-Georges de Cacouna
- Saint-Paul des Capucins
- Saint-Jacques-le-Majeur de Causapscal
- Sainte-Rose de Dégelis
- L'Esprit-Saint d'Esprit-Saint
- Les Saints-Sept-Frères de Grosses-Roches
- Saint-Edmond de Lac-au-Saumon
- Saint-Isidore de Lac-des-Aigles
- Saint-Zénon de Lac-Humqui
- Saint-Eugène-de-Ladrière
- La Rédemption de La Rédemption
- L'Ascension de L'Ascension-de-Patapédia
- La Trinité-des-Monts de La Trinité-des-Monts
- Saint-Godard de Lejeune
- Saint-François-Xavier-des-Hauteurs des Hauteurs
- Saint-Édouard des Méchins
- La Décollation-de-Saint-Jean-Baptiste de L'Isle-Verte
- Marie-Reine-des-Cœurs de Lots-Renversés
- Cœur-Immaculé-de-Marie de Matane
- Saint-Luc de Matane
- Saint-Laurent de Matapédia
- Notre-Dame-de-la-Compassion de Métis-sur-Mer
- Notre-Dame-de-Lourdes de Mont-Joli
- Notre-Dame-des-Sept-Douleurs de L'Isle-Verte
- Saint-Benoît-Abbé de Packington
- Saint-Antoine-de-Padoue de Padoue
- Saint-Rémi de Price
- Saint-Germain de Rimouski
- La Bienheureuse-Élisabeth-Turgeon de Rimouski
- Sainte-Blandine de Rimouski
- Sainte-Cécile de Rimouski
- Saint-Jean-Baptiste de Rivière-Trois-Pistoles (desserte)
- Saint-Adelme de Saint-Adelme
- Saint-Alexandre de Saint-Alexandre-des-Lacs
- Saint-Alexis de Saint-Alexis-de-Matapédia
- Saint-Anaclet de Saint-Anaclet
- Sainte-Angèle-de-Mérici de Sainte-Angèle-de-Mérici
- Saint-Arsène de Saint-Arsène
- Saint-Charles-Garnier de Saint-Charles-Garnier
- Saint-Clément de Saint-Clément
- Saint-Cléophas de Saint-Cléophas
- Saint-Cyprien de Saint-Cyprien
- Saint-Damase de Saint-Damase-de-Matapédia
- Saint-Donat de Saint-Donat
- Saint-Éloi de Saint-Éloi
- Saint-Elzéar de Saint-Elzéar-de-Témiscouata
- Saint-Épiphane de Saint-Arsène
- Saint-Eusèbe de Saint-Eusèbe
- Notre-Dame-des-Murailles de Saint-Fabien (desserte)
- Saint-Fabien de Saint-Fabien
- Sainte-Félicité de Sainte-Félicité
- Sainte-Flavie de Sainte-Flavie
- Sainte-Florence de Sainte-Florence
- Saint-François-d'Assise de Saint-François-d'Assise
- Saint-François-Xavier-de-Viger de Saint-Hubert-Rivière-du-Loup
- Sainte-Françoise de Sainte-Françoise
- Saint-Gabriel de Saint-Gabriel-de-Rimouski
- Saint-Honoré de Saint-Hubert-Rivière-du-Loup
- Saint-Hubert de Saint-Hubert-Rivière-du-Loup
- Sainte-Irène de Sainte-Irène-de-Matapédia
- Saint-Jean-de-Dieu de Saint-Jean-de-Dieu
- Saint-Jean-de-la-Lande de Saint-Jean-de-la-Lande
- Sainte-Jeanne-d'Arc de Sainte-Jeanne-d'Arc
- Saint-Joseph-de-Lepage de Mont-Joli
- Saint-Juste de Saint-Juste-du-Lac
- Saint-Léandre de Saint-Léandre
- Saint-Léon-le-Grand de Saint-Léon-le-Grand
- Saint-Louis de Saint-Louis-du-Ha! Ha!
- Sainte-Luce de Sainte-Luce
- Sainte-Marguerite-Marie-Alacoque de Sainte-Marguerite-Marie
- Saint-Mathieu de Saint-Mathieu-de-Rioux
- Saint-Médard de Saint-Médard
- Saint-Modeste de Saint-Modeste
- Saint-Moïse de Saint-Moïse
- Saint-Narcisse de Saint-Narcisse-de-Rimouski
- Saint-Noël de Saint-Noël
- Saint-Octave de Saint-Octave
- Saint-Paul-de-la-Croix de Saint-Paul-de-la-Croix
- Sainte-Paule de Sainte-Paule
- Saint-Pierre-de-Lamy de Saint-Hubert-Rivière-du-Loup
- Saint-René-Goupil de Saint-René-de-Matane
- Sainte-Rita de Sainte-Rita
- Saint-Simon de Saint-Simon-de-Rimouski
- Saint-Tharcisius de Saint-Tharcisius
- Saint-Ulric de Saint-Ulric
- Saint-Jean-Baptiste-Vianney de Saint-Vianney
- Saint-Nom-de-Marie de Sayabec
- Saint-Michel de Squatec
- Notre-Dame-du-Lac de Témiscouata-sur-le-Lac
- Saint-Mathias de Témiscouata-sur-le-Lac
- Notre-Dame-des-Neiges de Trois-Pistoles
- Saint-Pierre-du-Lac de Val-Brillant

## Ordres religieux dans l'histoire du diocèse
- Ursulines
- Sœurs de la Charité
- Sœurs du Bon Pasteur
- Sœurs de Notre-Dame du Saint-Rosaire
- Petites Sœurs de la Sainte-Famille
- Filles de Jésus

## Armoiries
Les armoiries de l'archidiocèse de Rimouski sont d'azur à la figure de saint Germain de Paris bénissant de carnation habillé d'une aube d'argent et d'une chasuble de sinople chargée d'un pallium d'argent surchargé de huit croix de Malte de sable, posées six en pal et deux sur l'anneau, crossé et mitré d'or sur une terrasse de sable.

## Saint patron

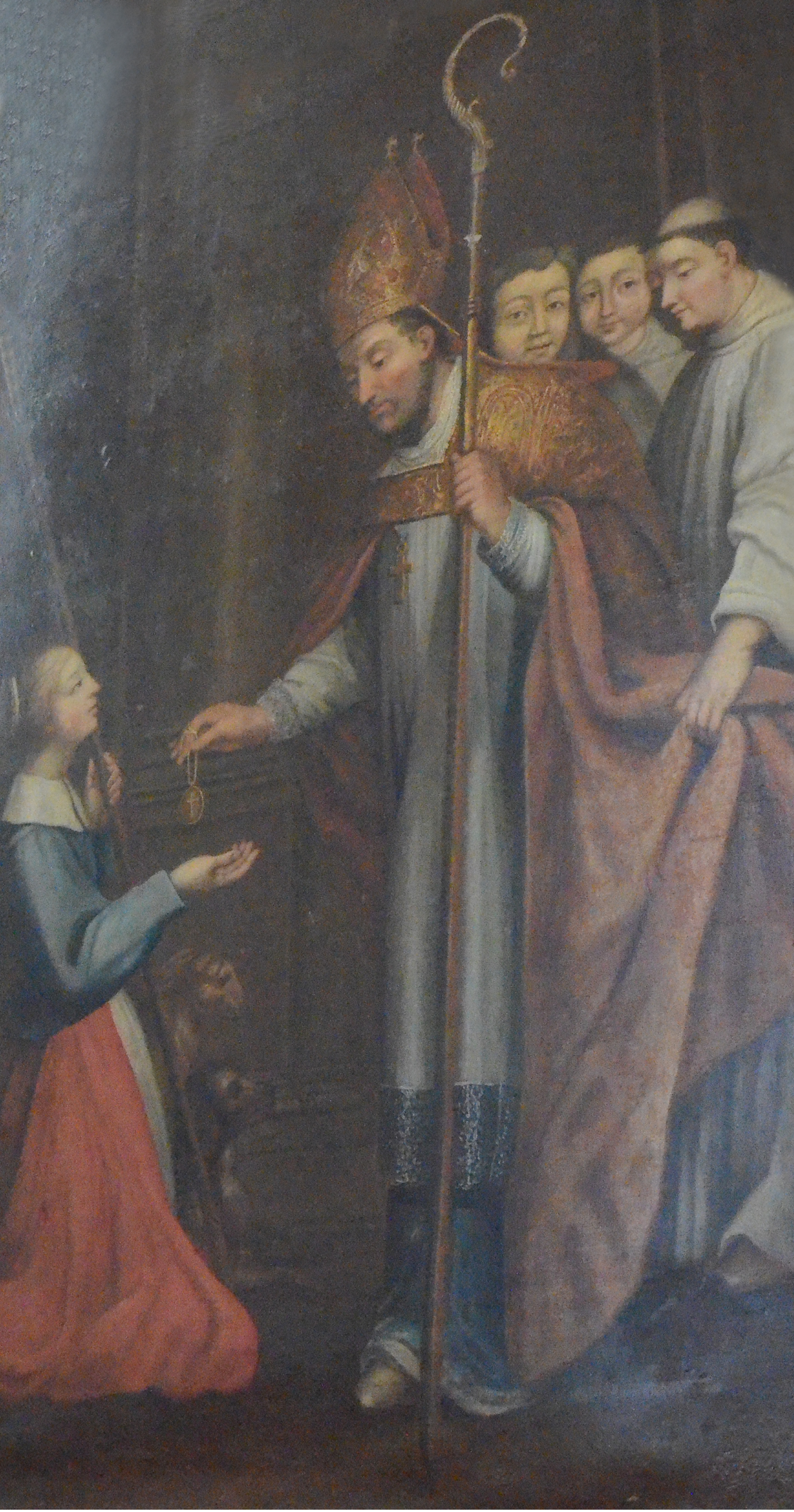
Tableau de Saint-Germain d'Auxerre à la cathédrale de Rimouski

Le diocèse de Rimouski est aussi appelé le diocèse de Saint-Germain ; son saint patron est officiellement saint Germain de Paris. Toutefois, l'identité du patron de l'archidiocèse relève d'un concours de circonstances remontant au XIXe siècle qui provoque un changement de l'identité du saint patron. Trois indices tendent à démontrer que la personnalité qui devait être honorée par les premiers colons de la seigneurie de Rimouski était plutôt un évêque bourguignon du Ve siècle, saint Germain d'Auxerre. Ainsi, Germain Lepage, premier colon de Rimouski et père du premier seigneur de Rimouski, René Lepage de Sainte-Claire, était originaire de Notre-Dame d'Ouanne, dans le diocèse d'Auxerre. Dès 1701, un acte de mariage signé du missionnaire récollet Bernardin Leneuf, évoque la paroisse de « St.Germain ».
Deuxième indice, une lettre du curé de l'Isle-Verte adressée à l'évêque de Québec du 27 avril 1789 demande à Jean-François Hubert la permission de se déplacer pour bénir la deuxième église de Rimouski « le 30 juillet prochain, veille de St Germain ». Germain d'Auxerre est célébré le 31 juillet selon le rite catholique.
Enfin, un des fils de René Lepage, Nicolas Lepage de Laffosès, demande au père Miniac de lui rapporter de France un tableau représentant saint Germain d'Auxerre et lui confie 200 écus d'Espagne. Ce tableau, qui est installé au-dessus du tabernacle, a été emporté par les résidents en 1759, alors qu'il fuient la flotte anglaise de passage devant Rimouski. Le tableau a été réparé partiellement en 1790 par le sculpteur François Baillargé. Lors de l'ouverture de l'Église Saint-Germain de Rimouski, en 1862, le tableau de saint Germain d'Auxerre est placé au-dessus du maître-autel.
Le changement de patron serait survenu au moment de l'érection canonique de la paroisse de Saint-Germain, en 1829. L'évêque de Québec, Bernard-Claude Panet place la nouvelle paroisse « sous l'invocation de Saint-Germain, évêque confesseur, dont la fête se célèbre, selon le martyrologe romain le vingt-huit mai », fête de saint Germain de Paris.
L'auteur d'un livre sur Germain de Paris affirme en 1932, croit qu'il s'agit d'une décision délibérée du prélat de l'Église bas-canadienne, en expliquant que les origines modestes de Germain de Paris « conviendraient mieux » que le passé d'un illustre patricien de Germain d'Auxerre. Un ancien archiviste du diocèse croit plutôt que Bernard Panet a pu agir par ignorance, croyant que le saint patron n'était pas important, pourvu qu'on conserve intact le nom de la paroisse.
Le premier évêque du diocèse, Jean Langevin, obéit à la lettre au décret d'érection et fait décrocher le portrait de Germain d'Auxerre, puis une décennie plus tard, organise une imposante célébration du patron de l'église, dont une procession dans les rues avec la relique du saint. Au début des années 1990, la fête de Germain de Paris était toujours célébrée dans toutes les paroisses du diocèse.

## Galerie

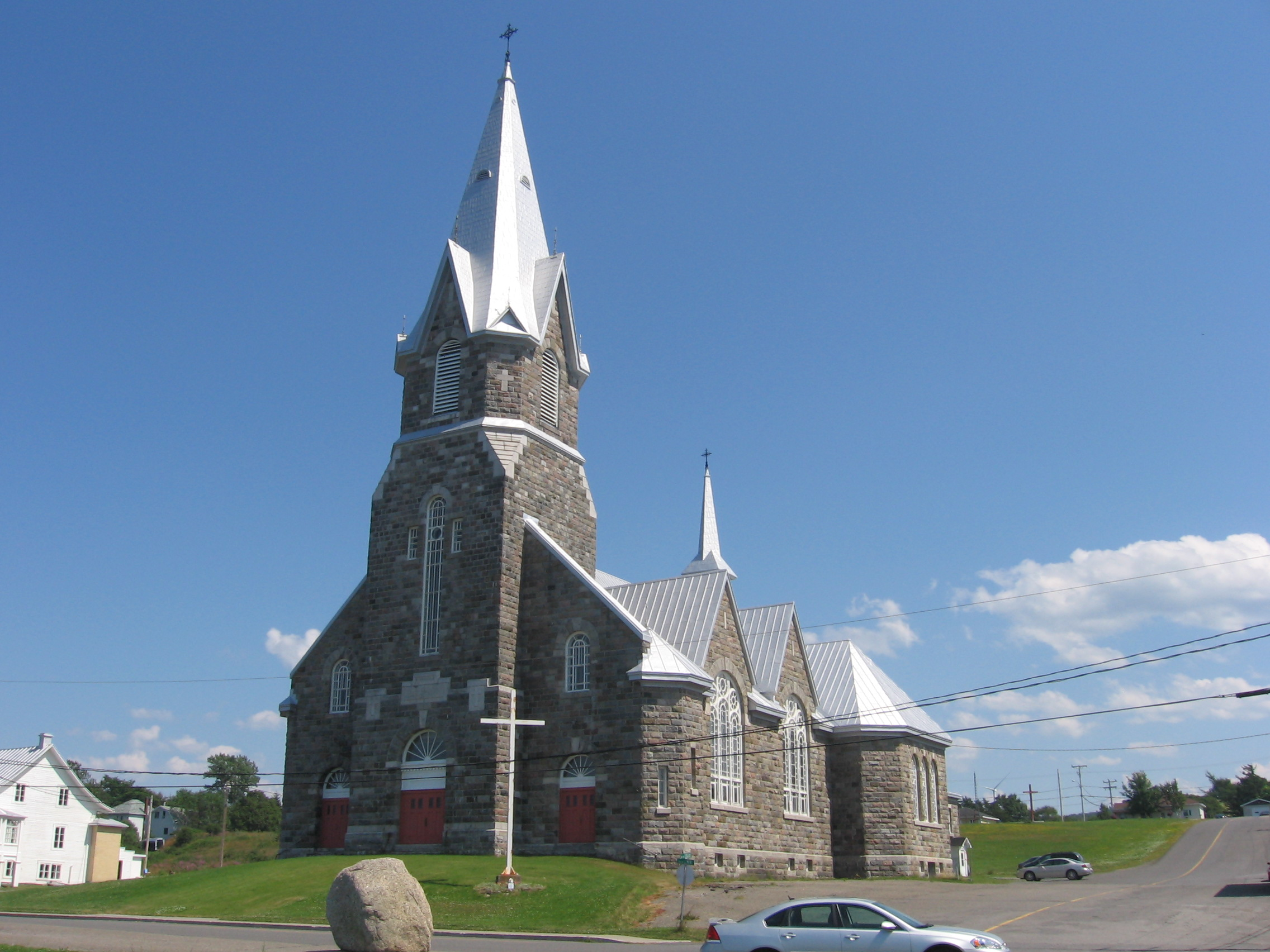
L'église de l'Assomption-de-Notres-Dame de Baie-des-Sables
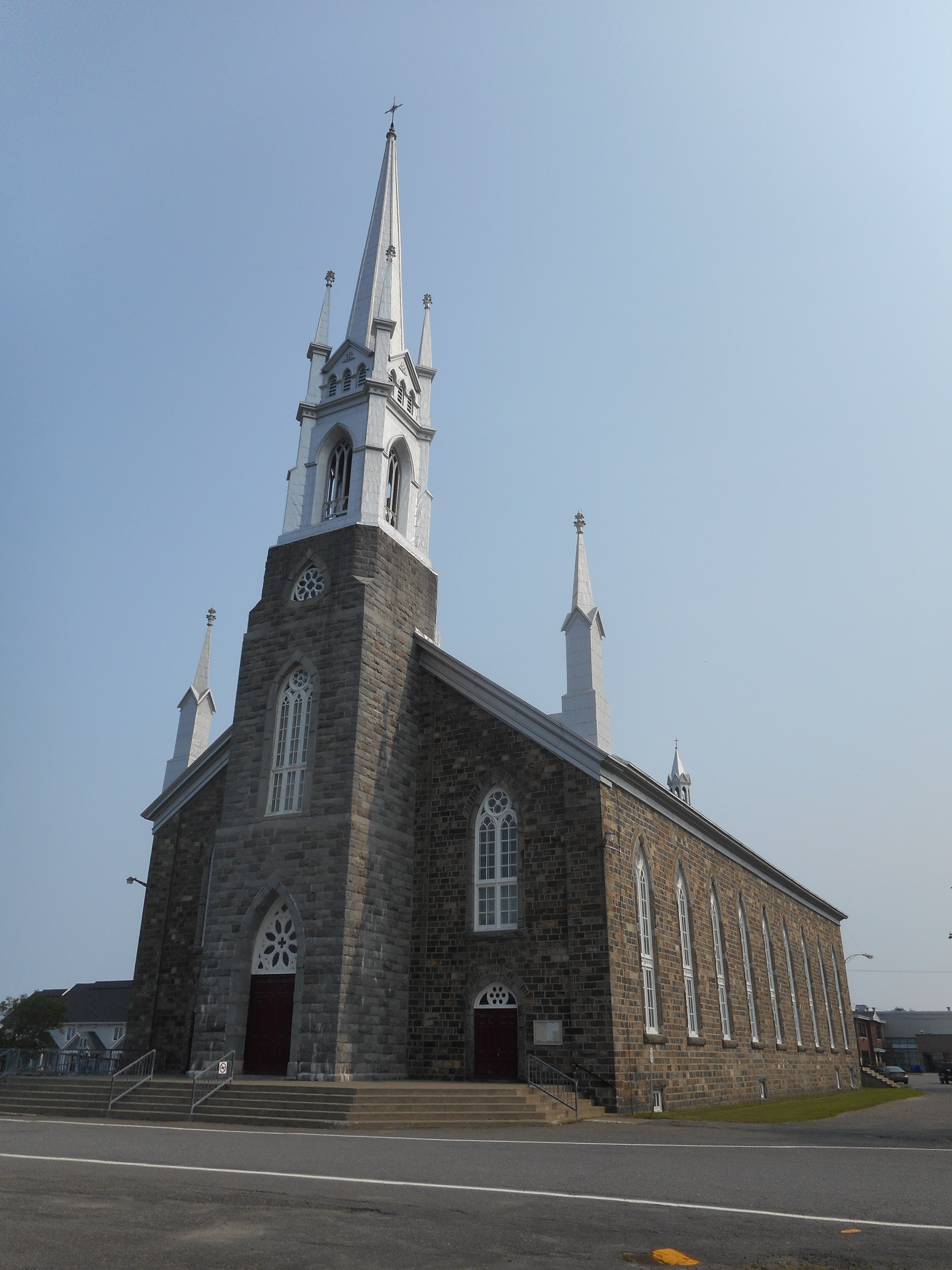
L'église de La Décollation-de-Saint-Jean-Baptiste de L'Isle-Verte
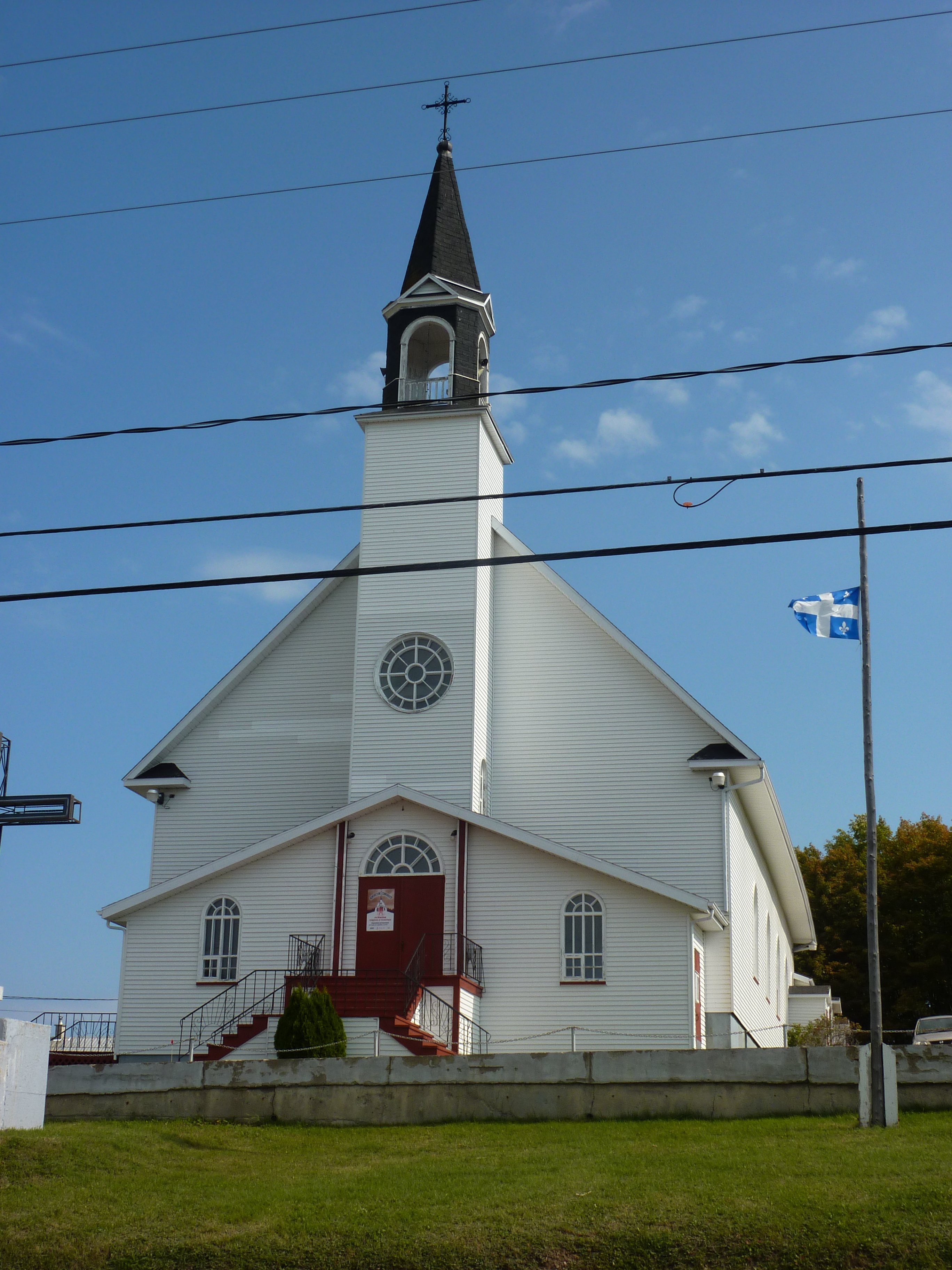
L'église L'Esprit-Saint d'Esprit-Saint
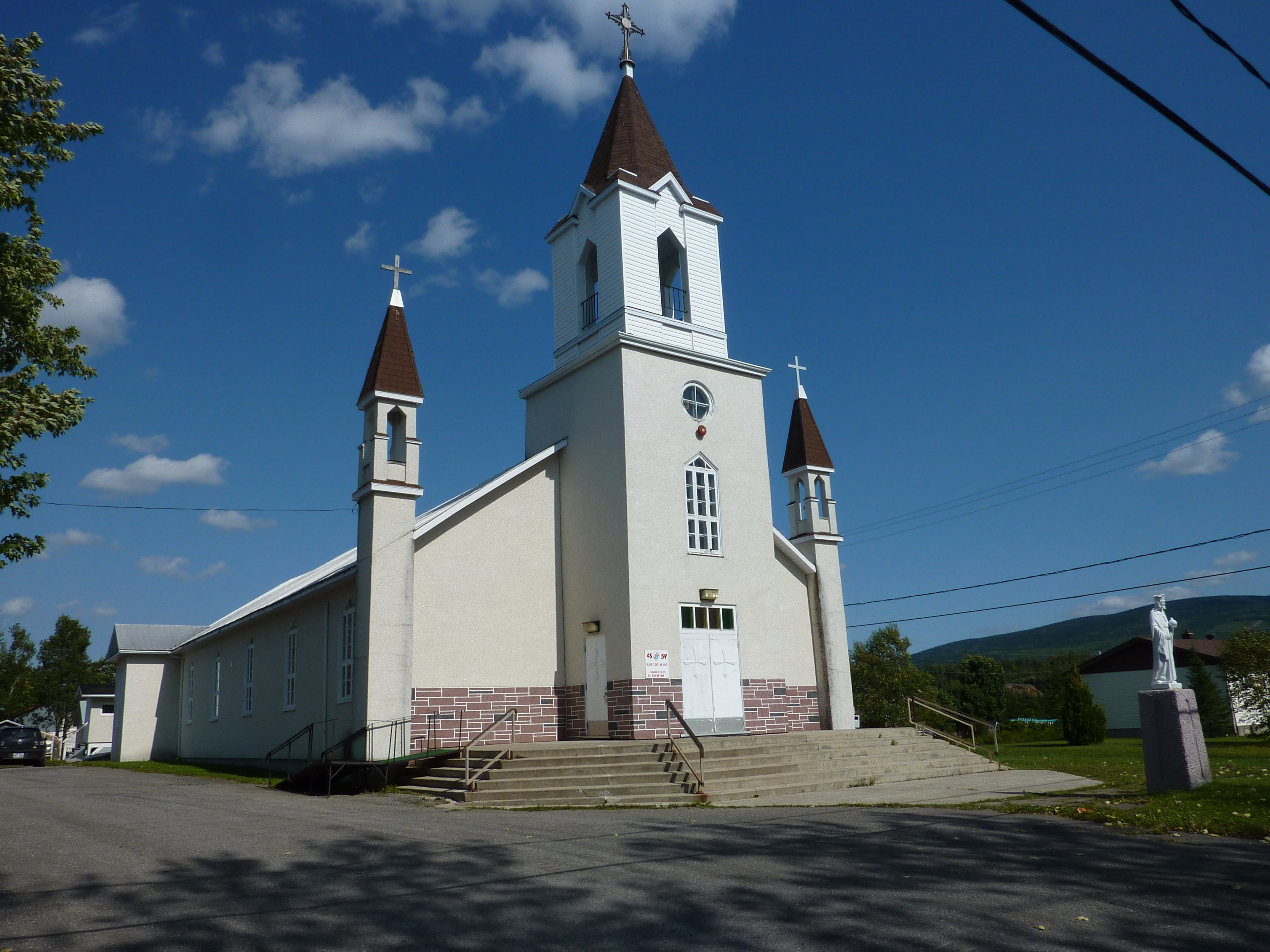
L'église La Rédemption de La Rédemption
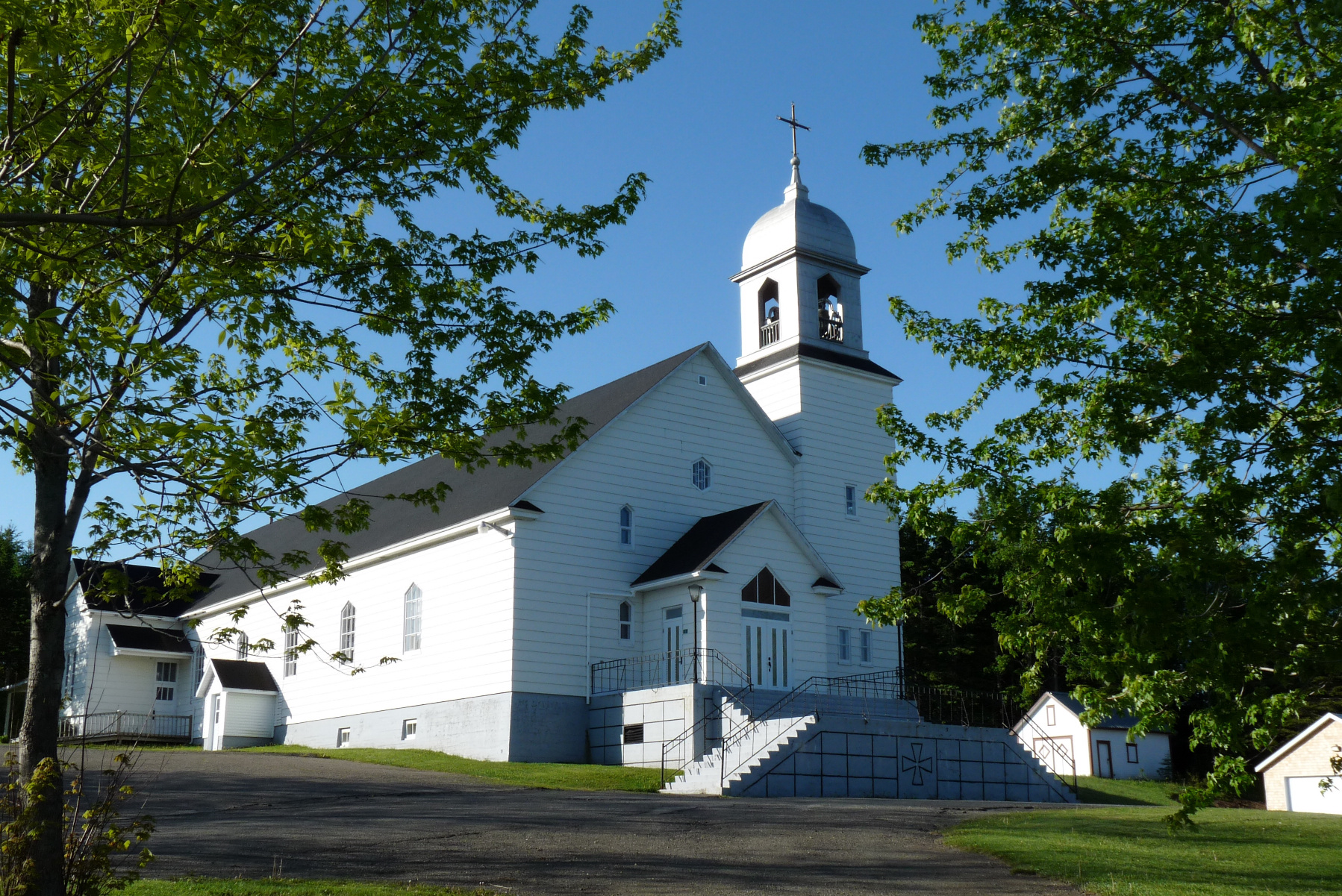
L'église La Trinité-des-Monts de La Trinité-des-Monts
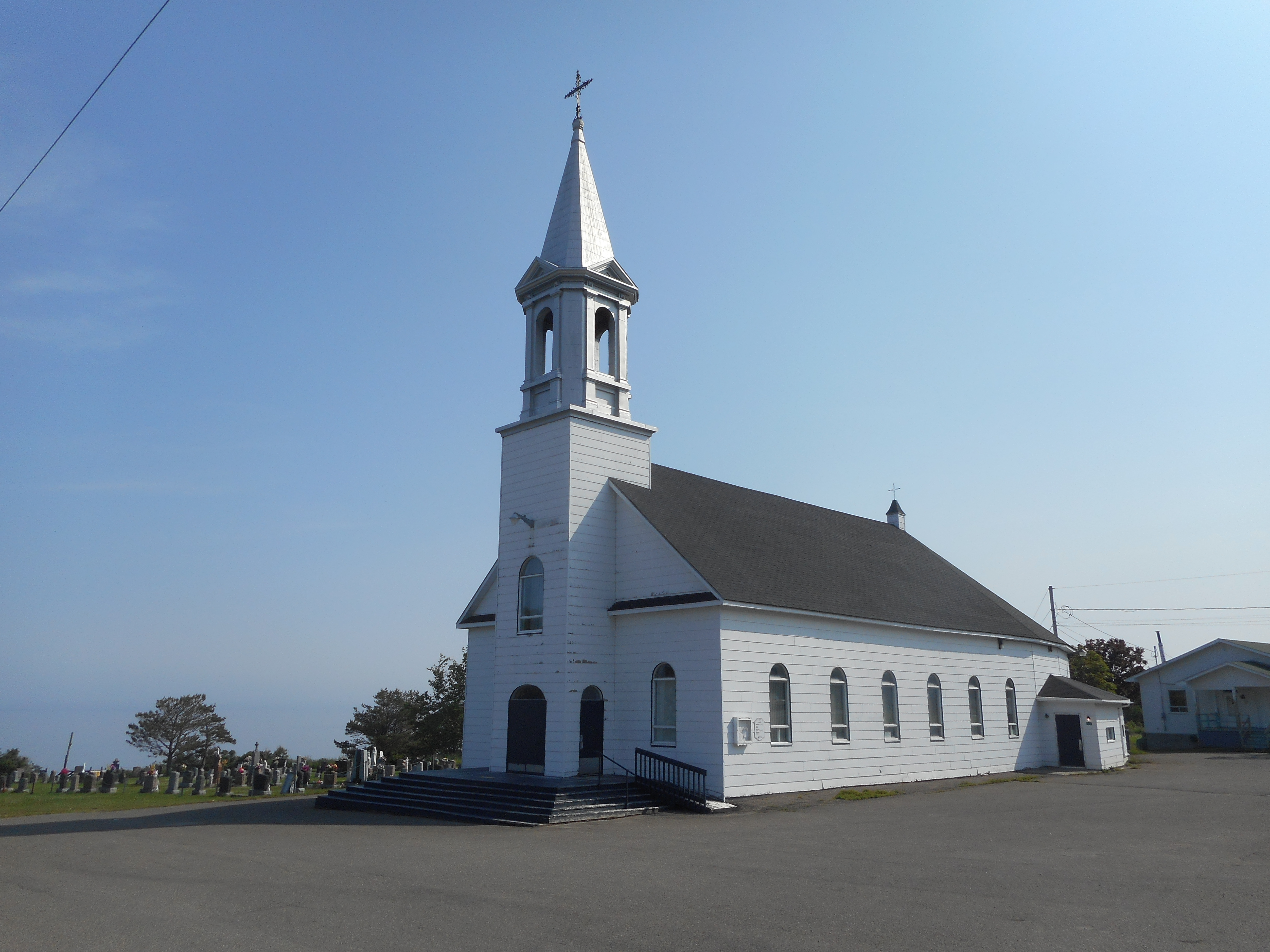
L'église Les Saints-Sept-Frères de Grosses-Roches
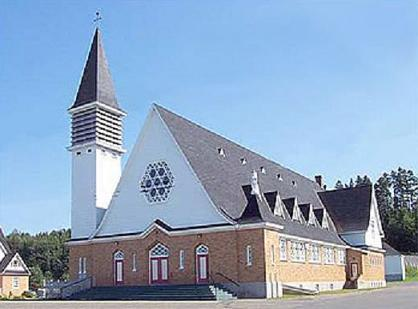
L'église Notre-Dame-de-la-Compassion de Métis-sur-Mer
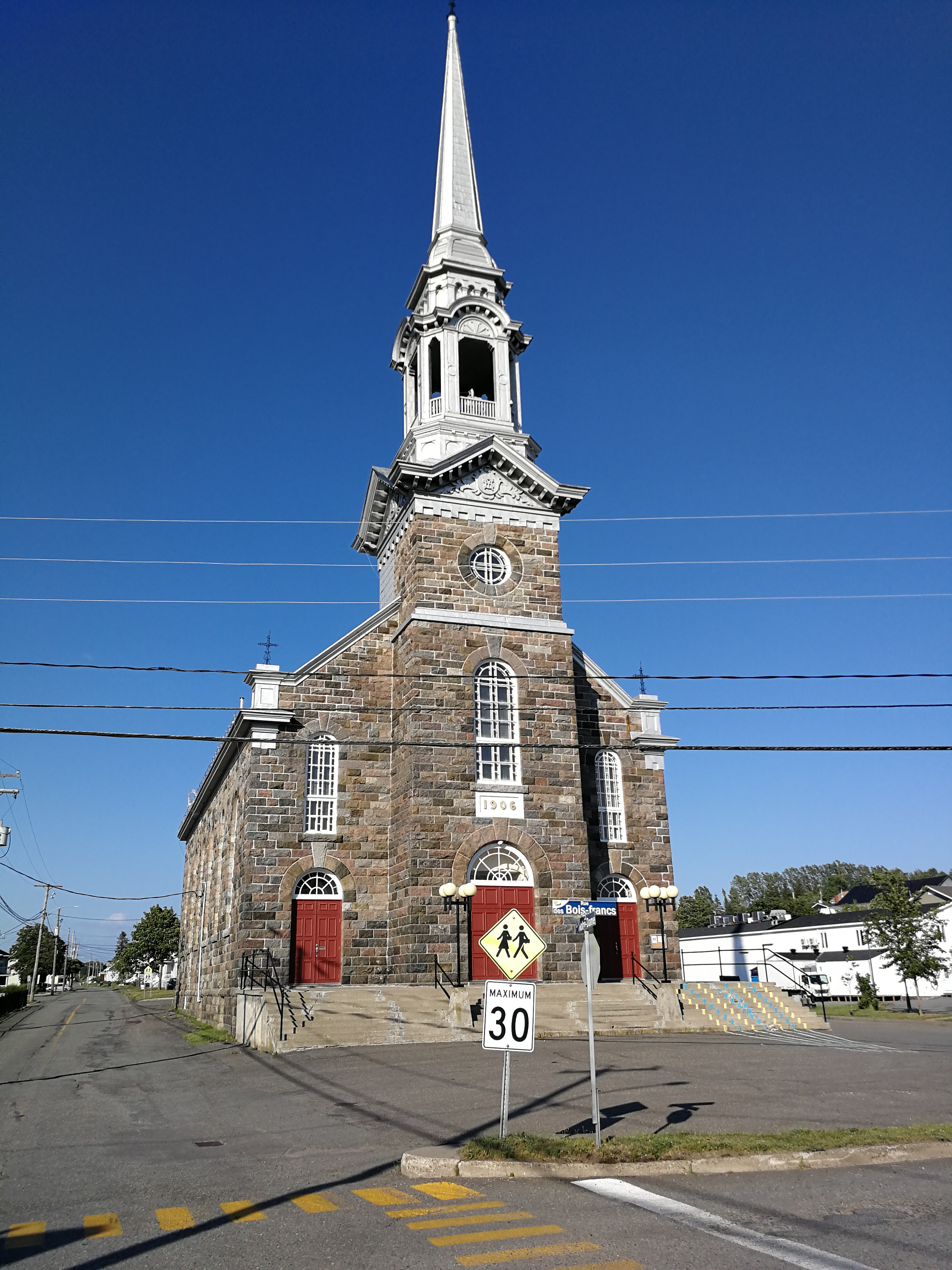
L'église Notre-Dame-du-Mont-Carmel de Mont-Carmel
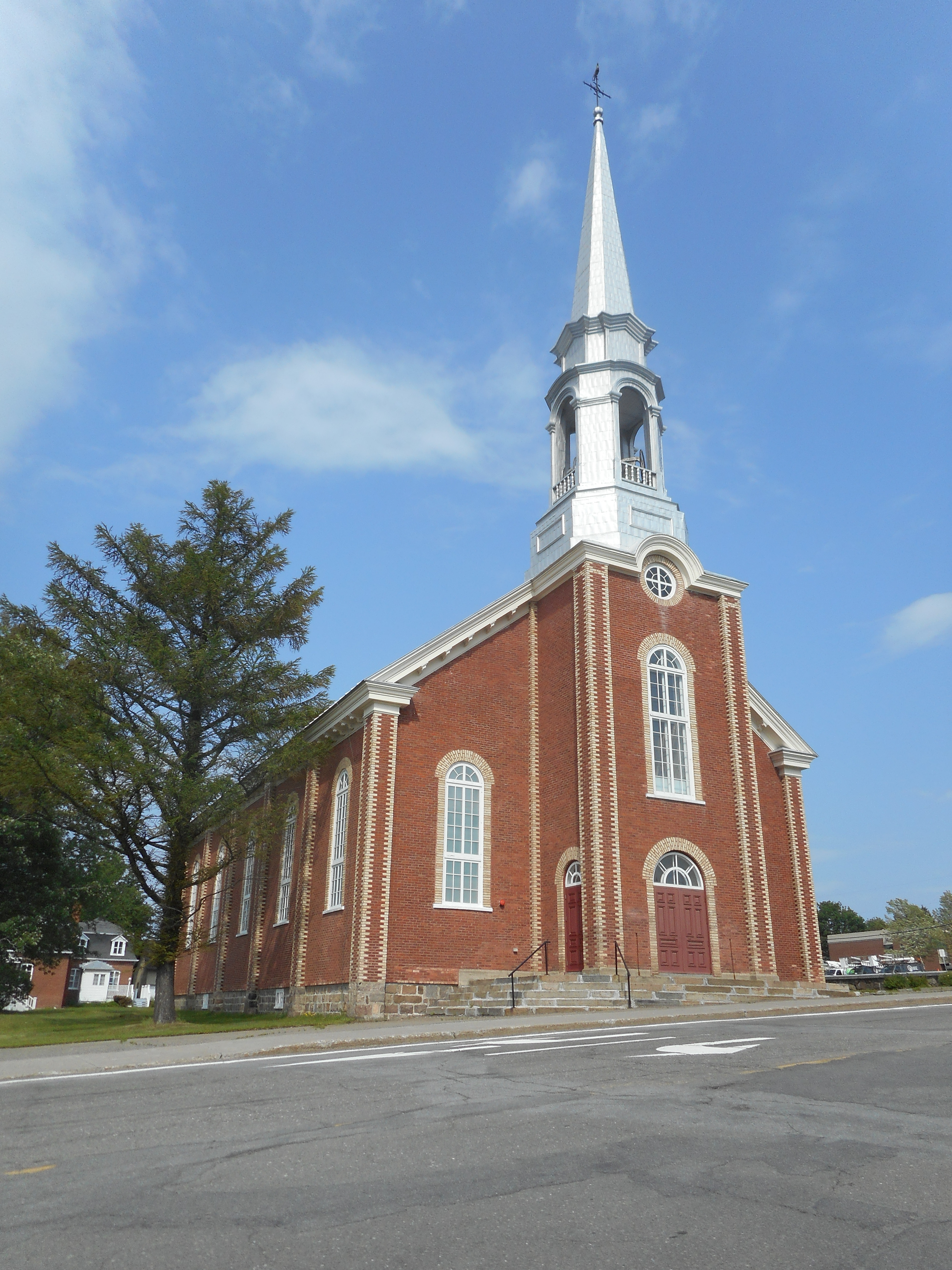
L'église Notre-Dame-du-Sacré-Cœur de Rimouski
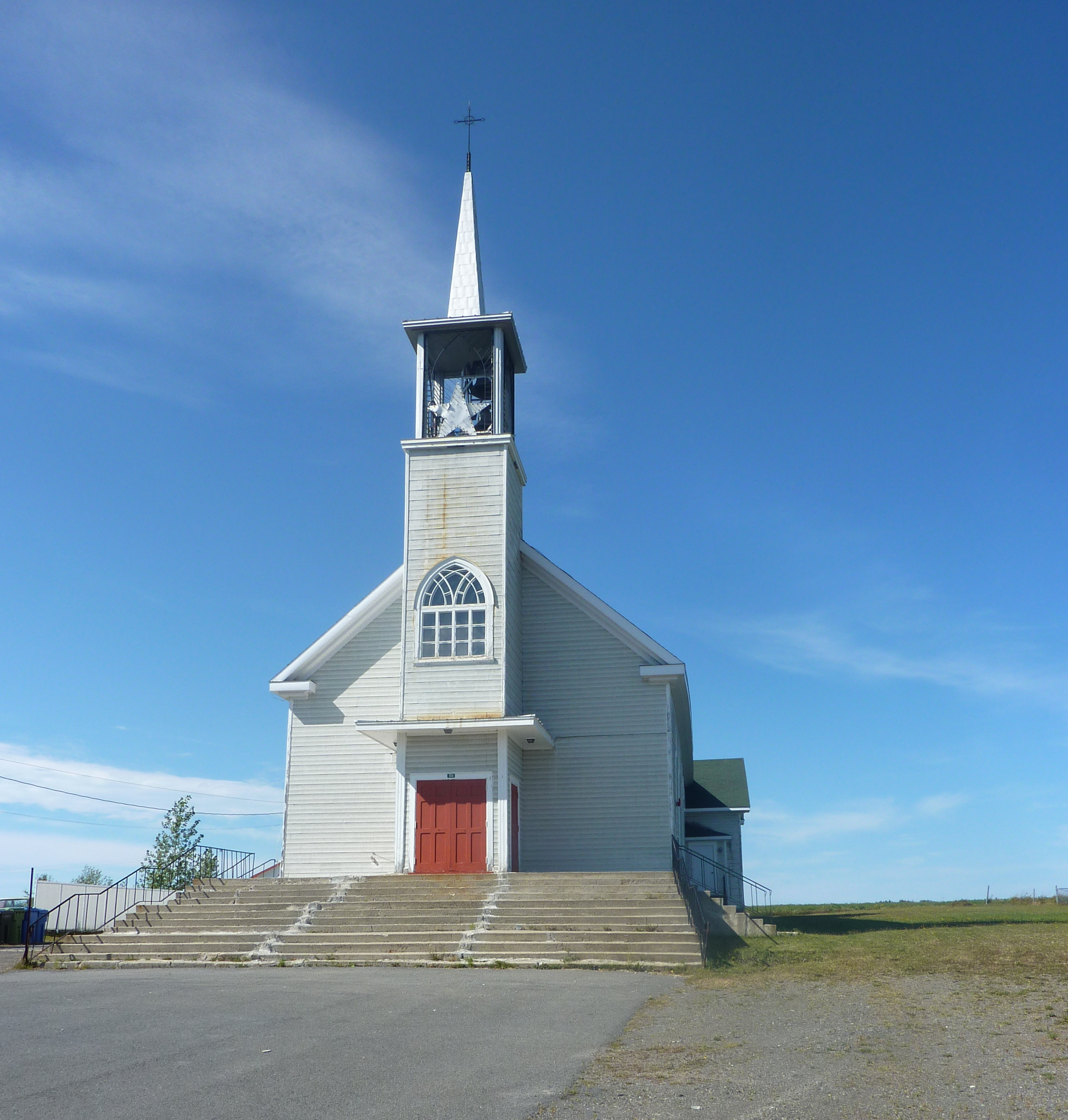
L'église Saint-Antoine-de-Padoue de Padoue
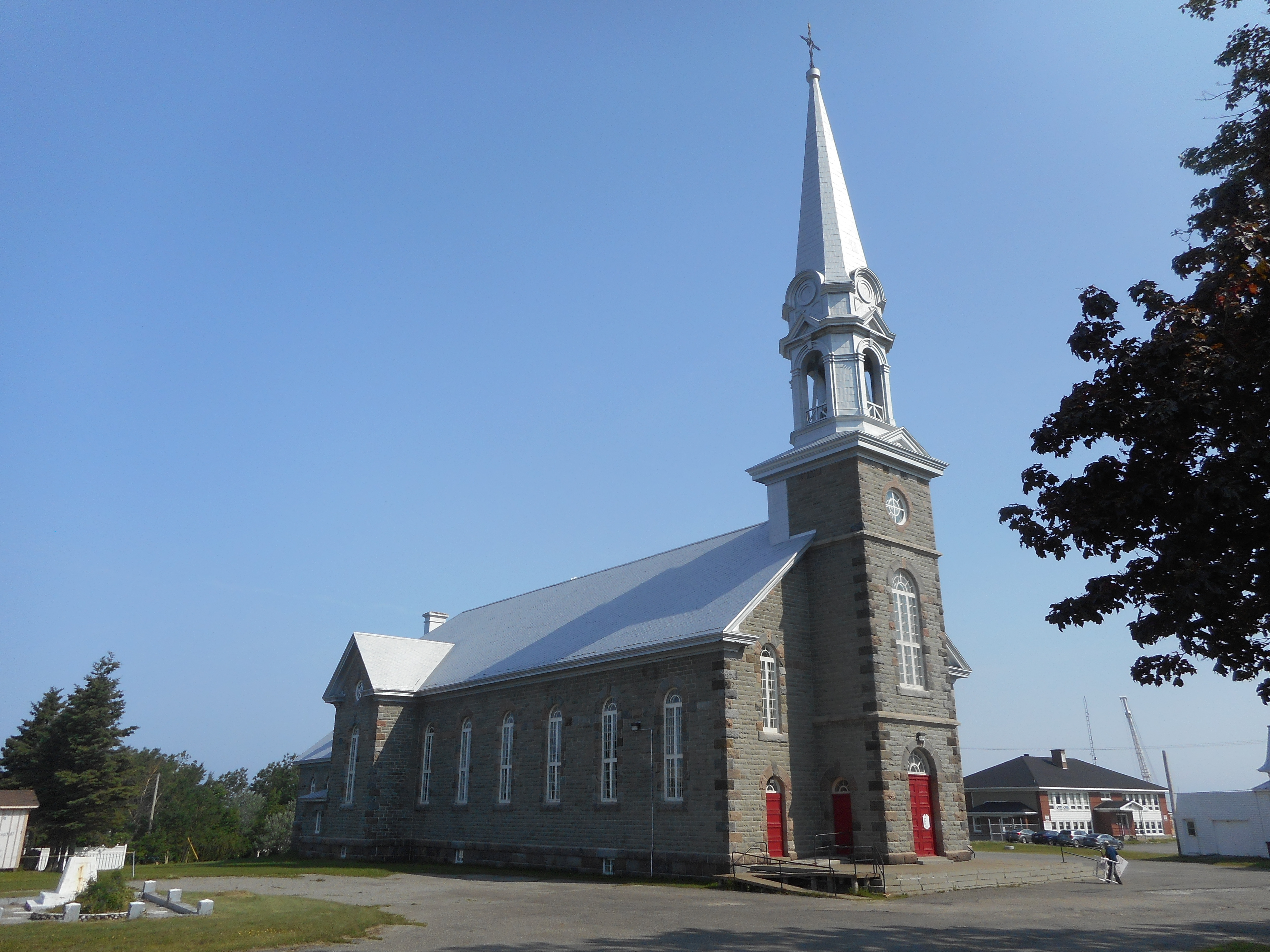
L'église Saint-Édouard des Méchins
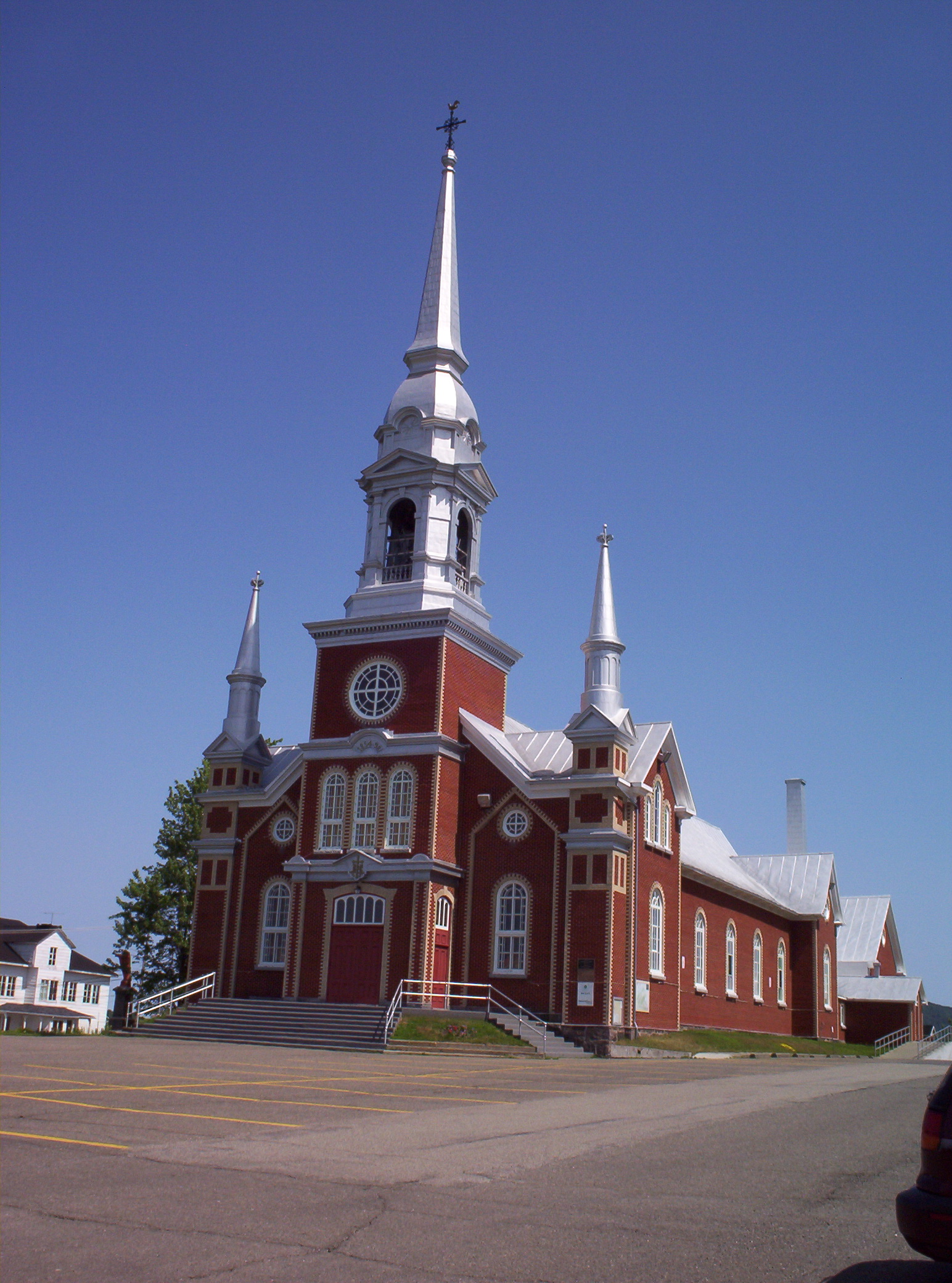
L'église Saint-Fabien de Saint-Fabien
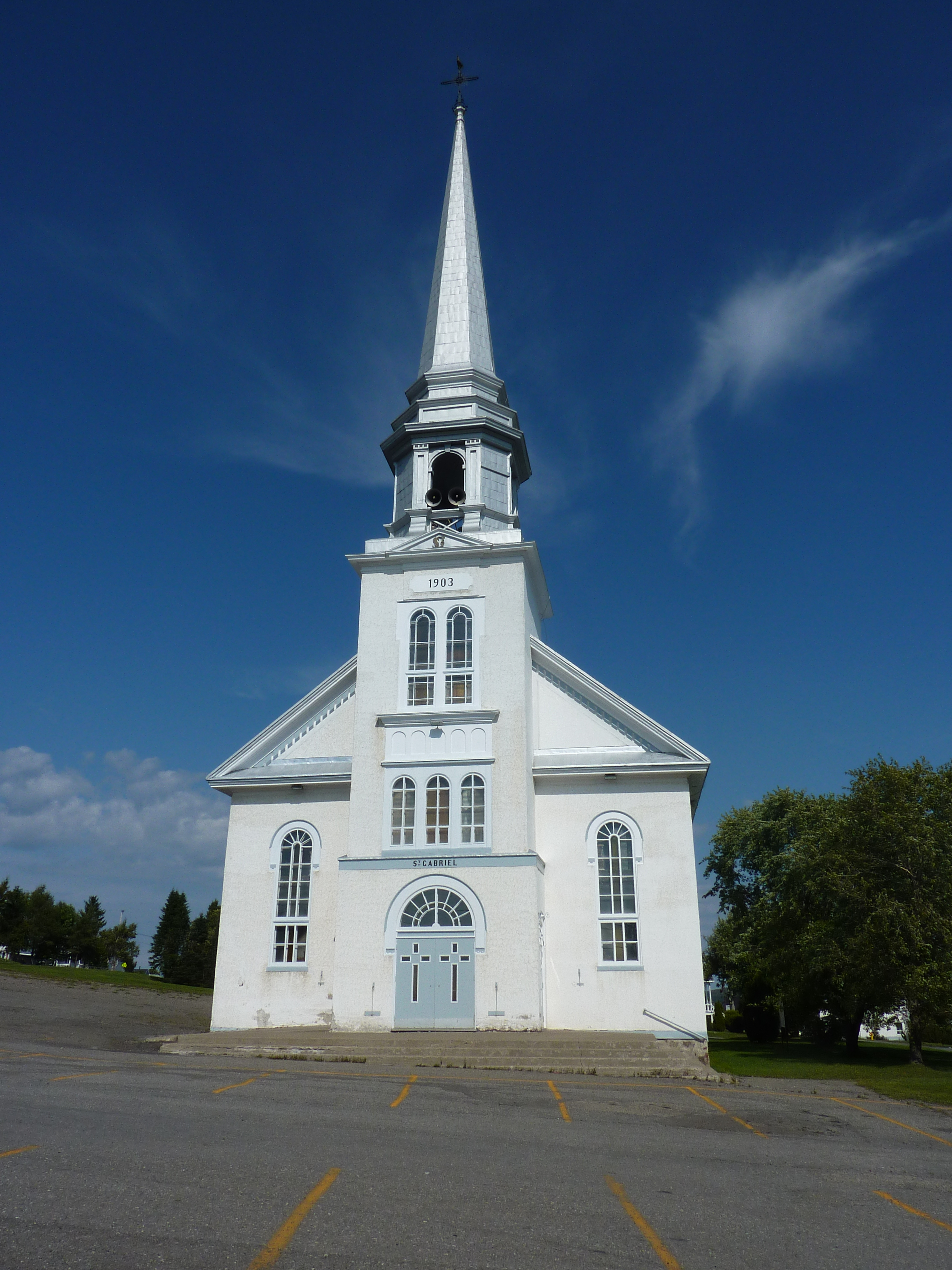
L'église Saint-Gabriel de Saint-Gabriel-de-Rimouski
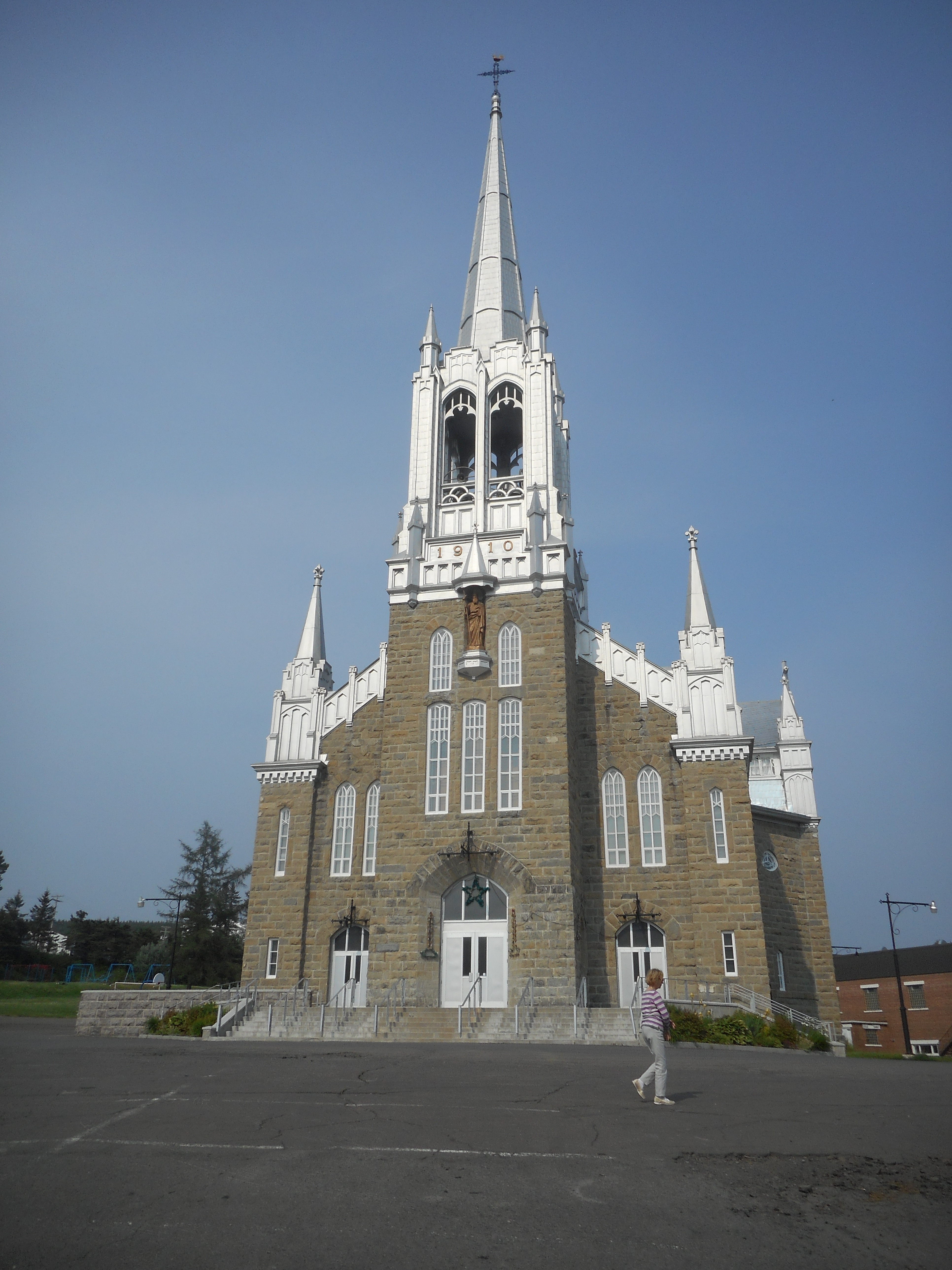
L'église Saint-Jacques-le-Majeur de Causapscal
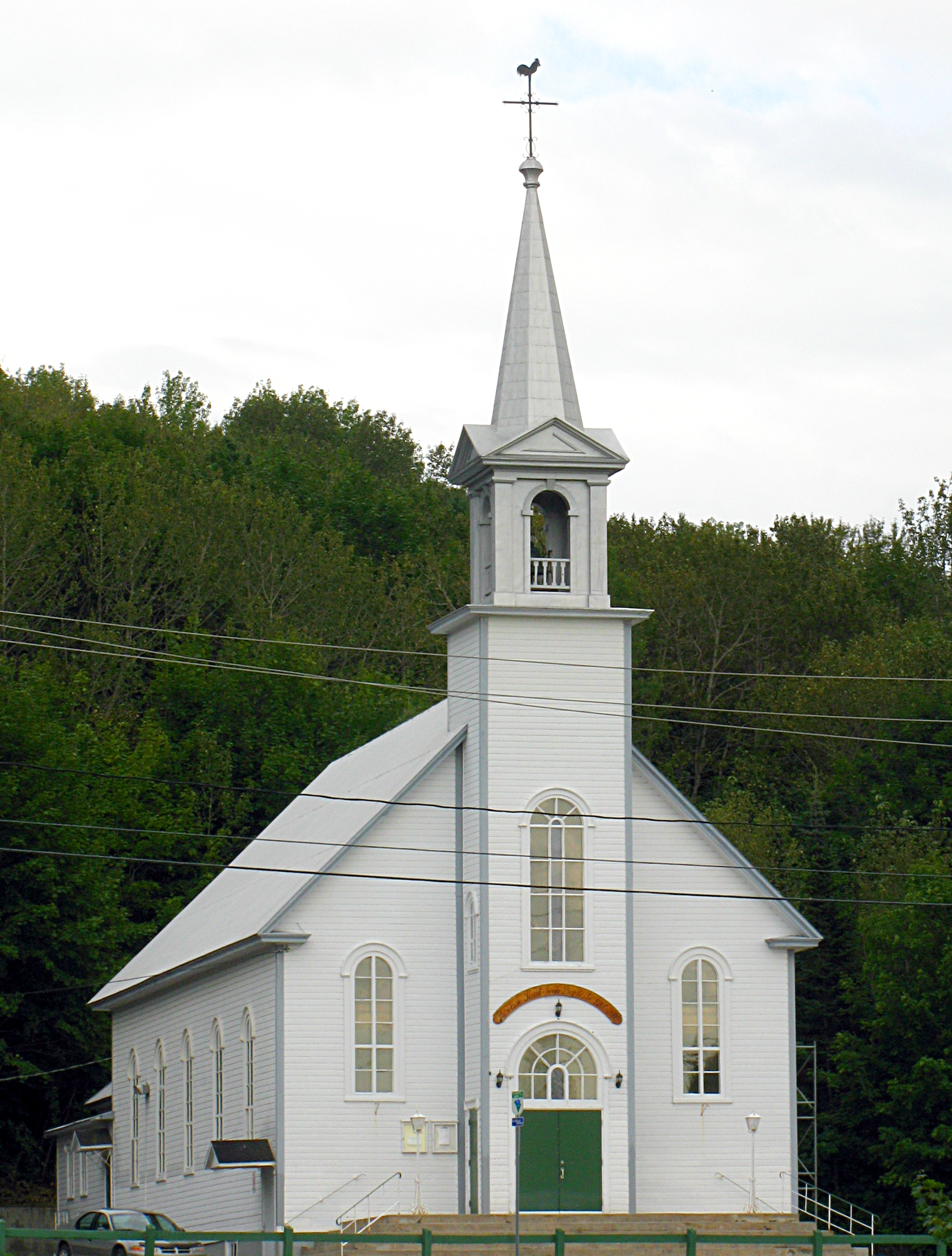
L'église Saint-Jean-Baptiste de Notre-Dame-des-Neiges
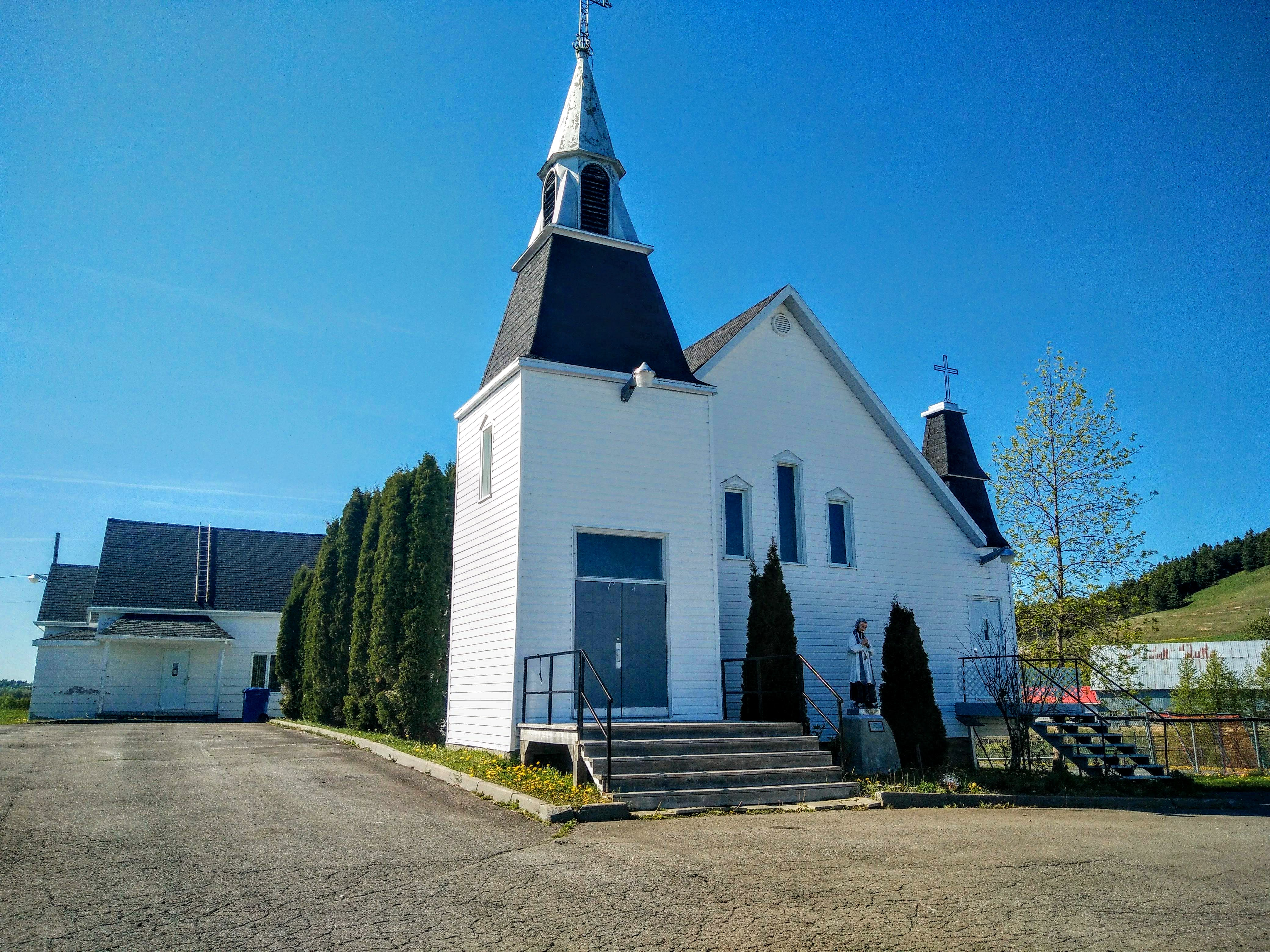
L'église Saint-Jean-Baptiste-Vianney de Saint-Vianney
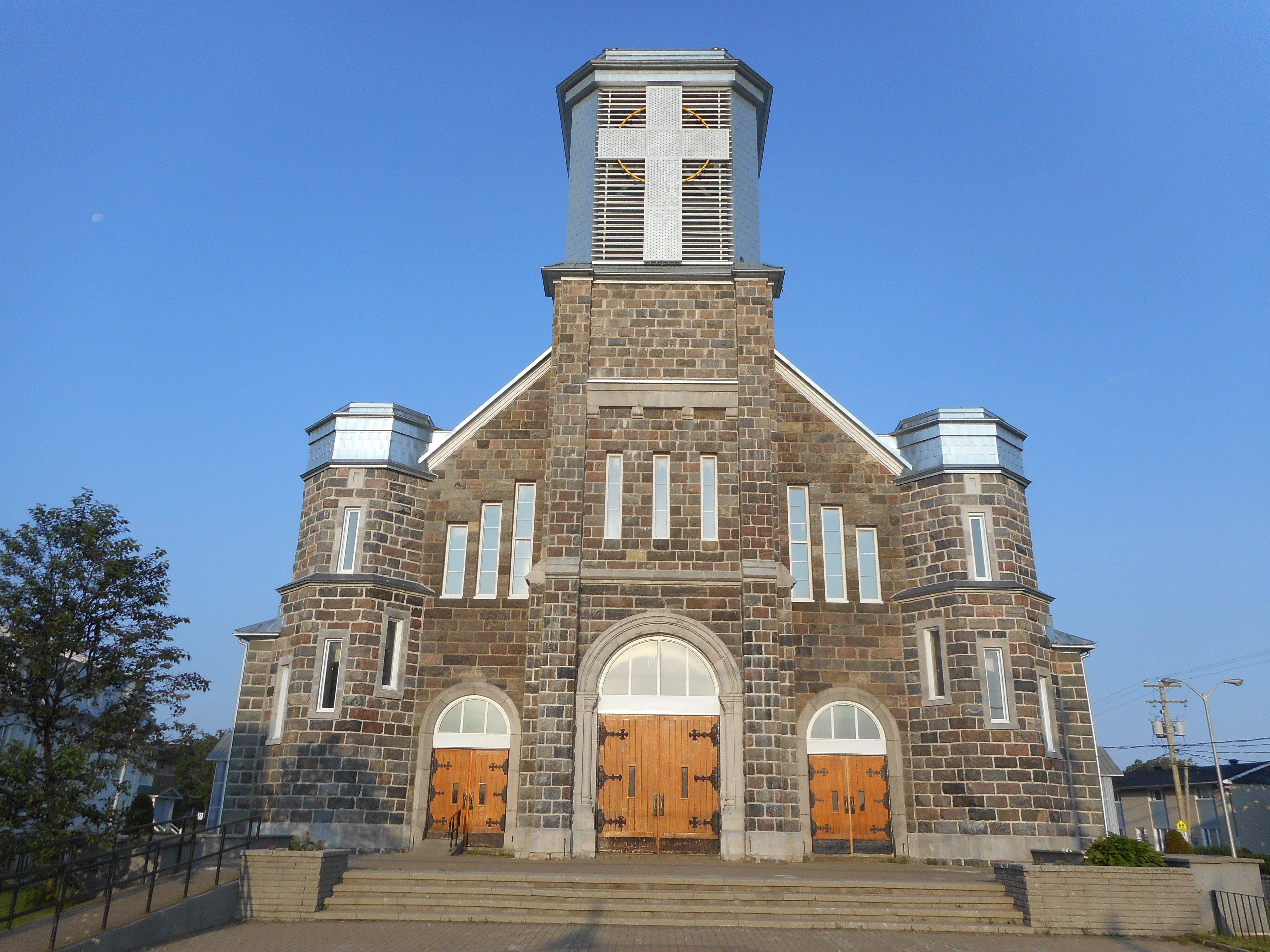
L'église Saint-Jérôme de Matane
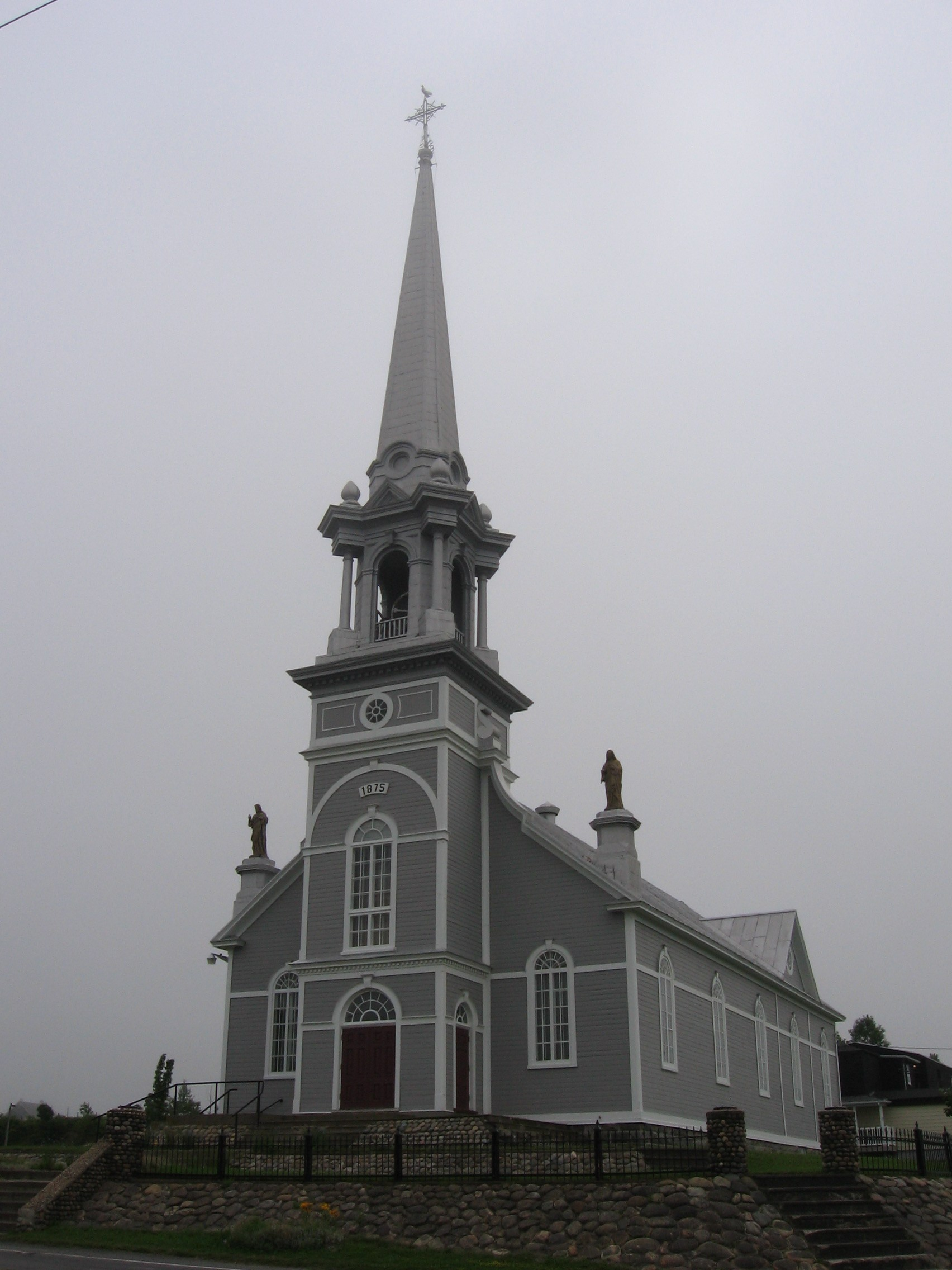
L'église Saint-Joseph-de-Lepage de Saint-Joseph-de-Lepage
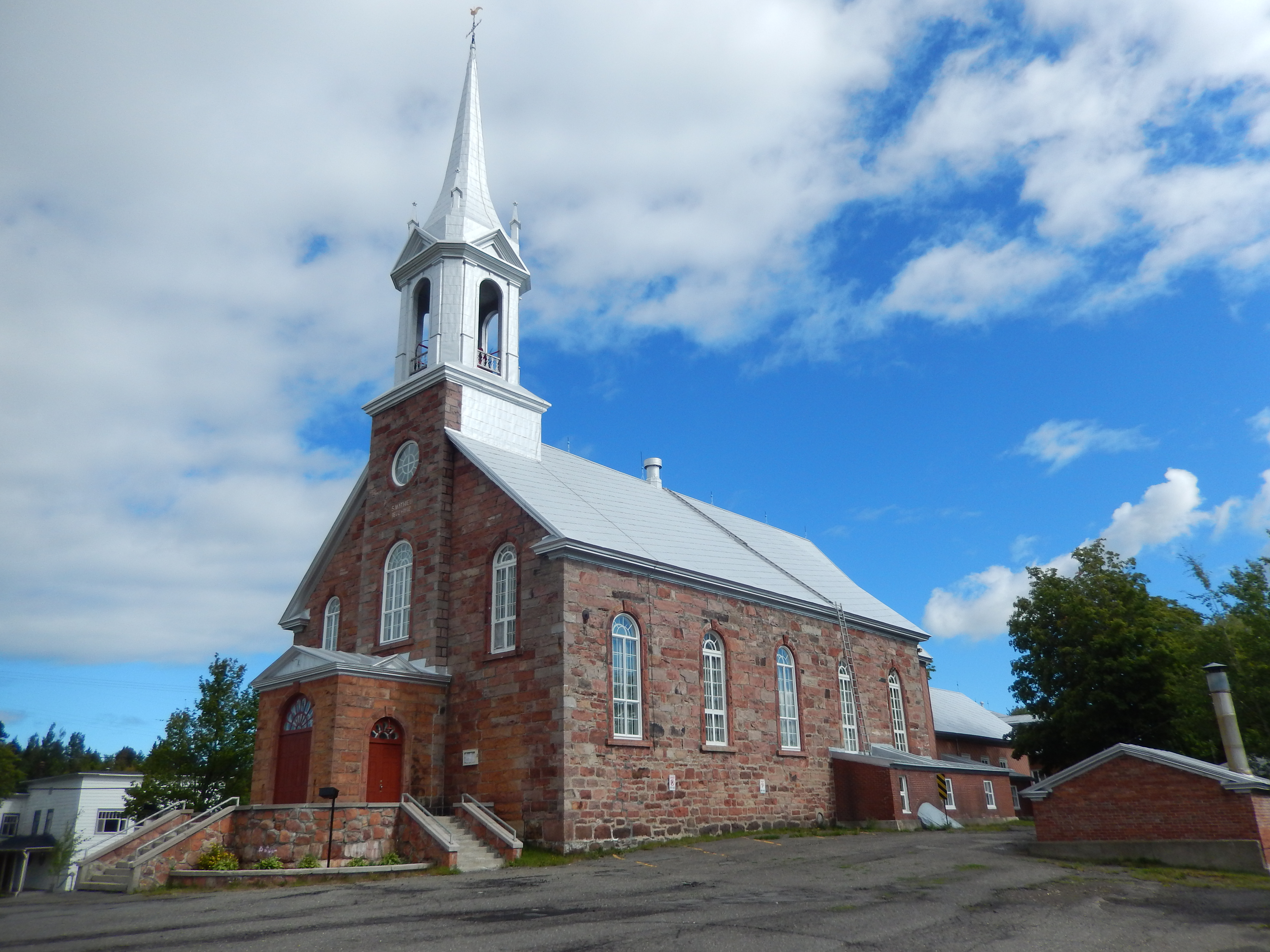
L'église Saint-Mathieu de Saint-Mathieu-de-Rioux
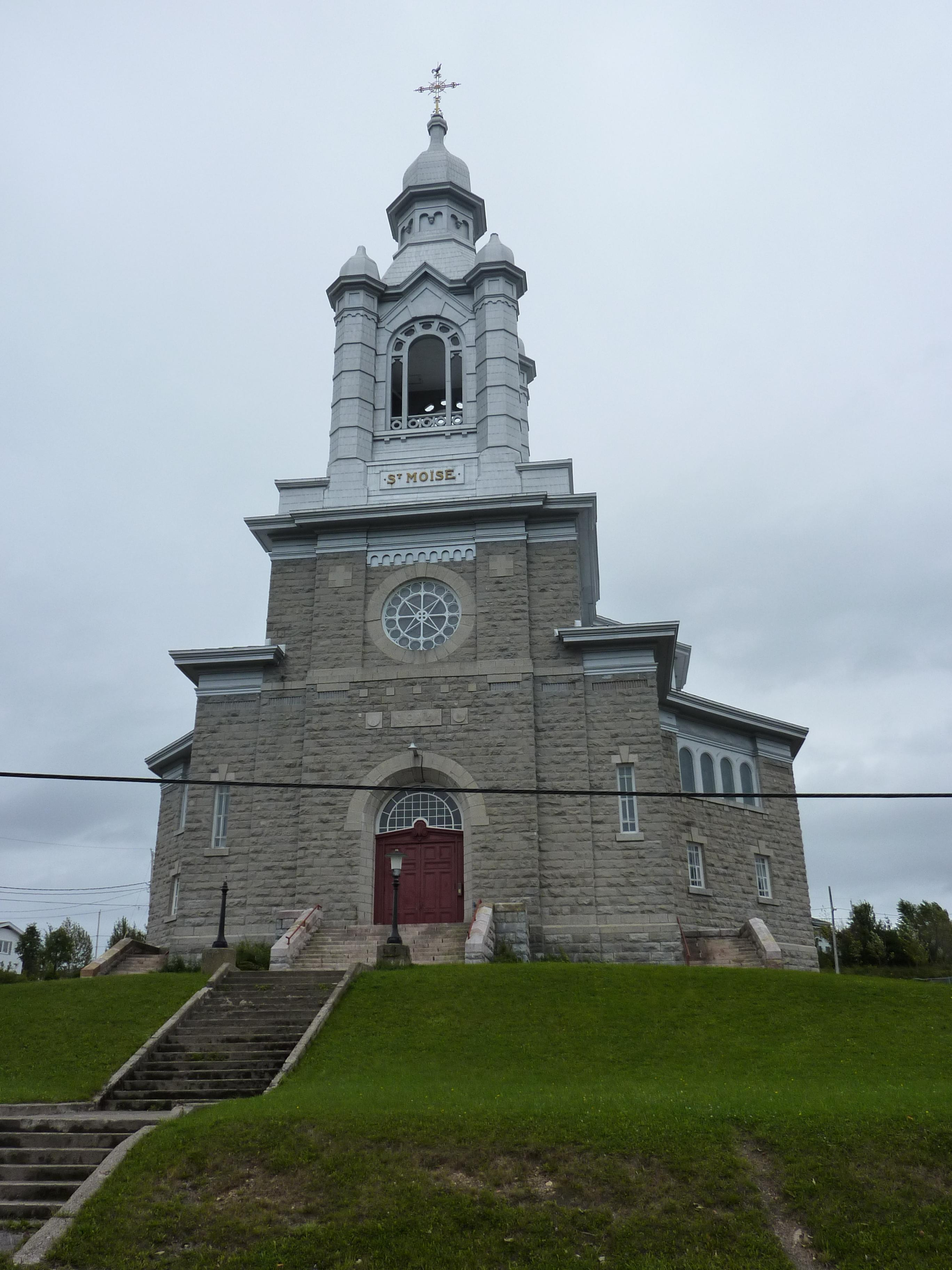
L'église Saint-Moïse de Saint-Moïse
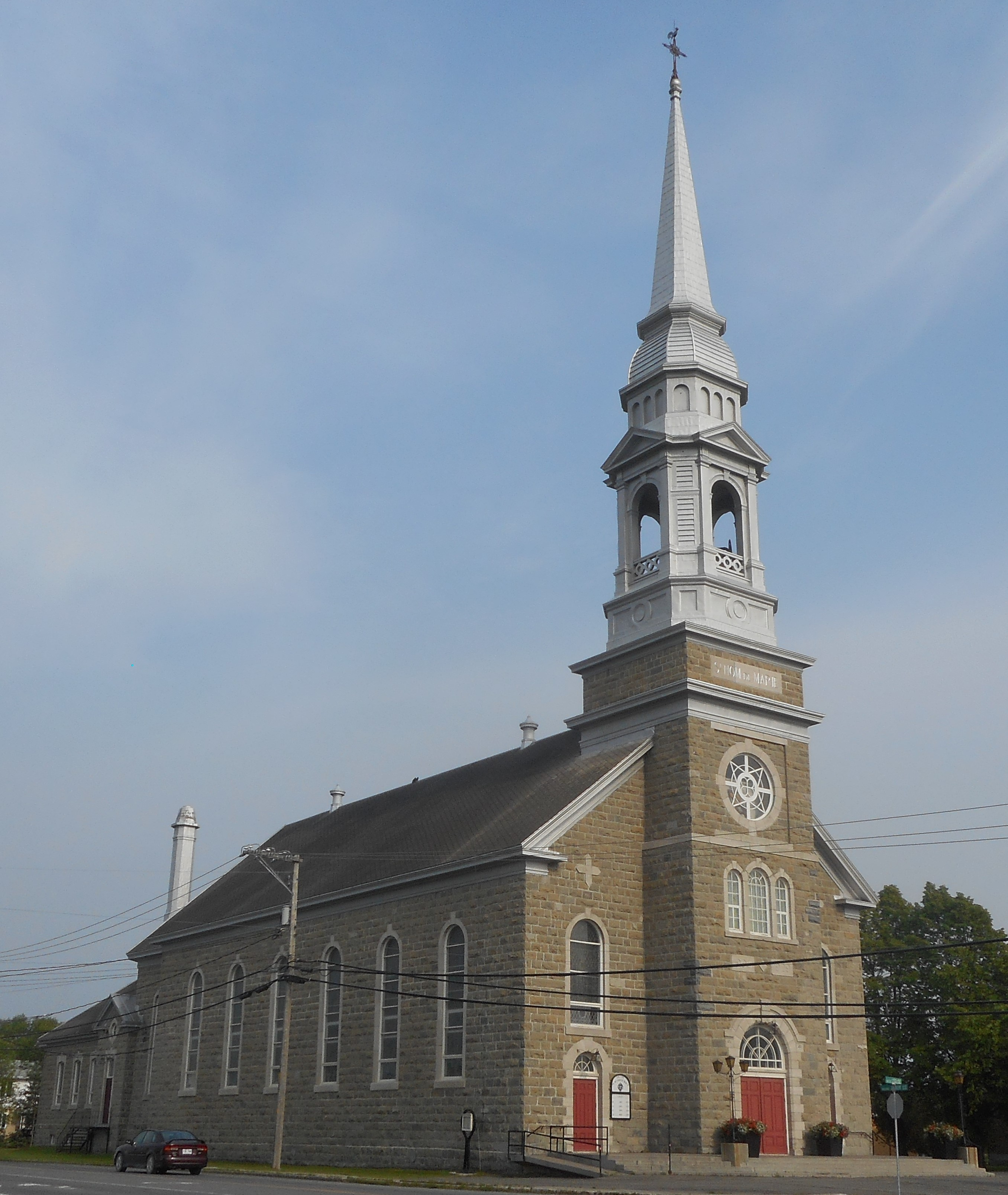
L'église Saint-Nom-de-Marie de Sayabec
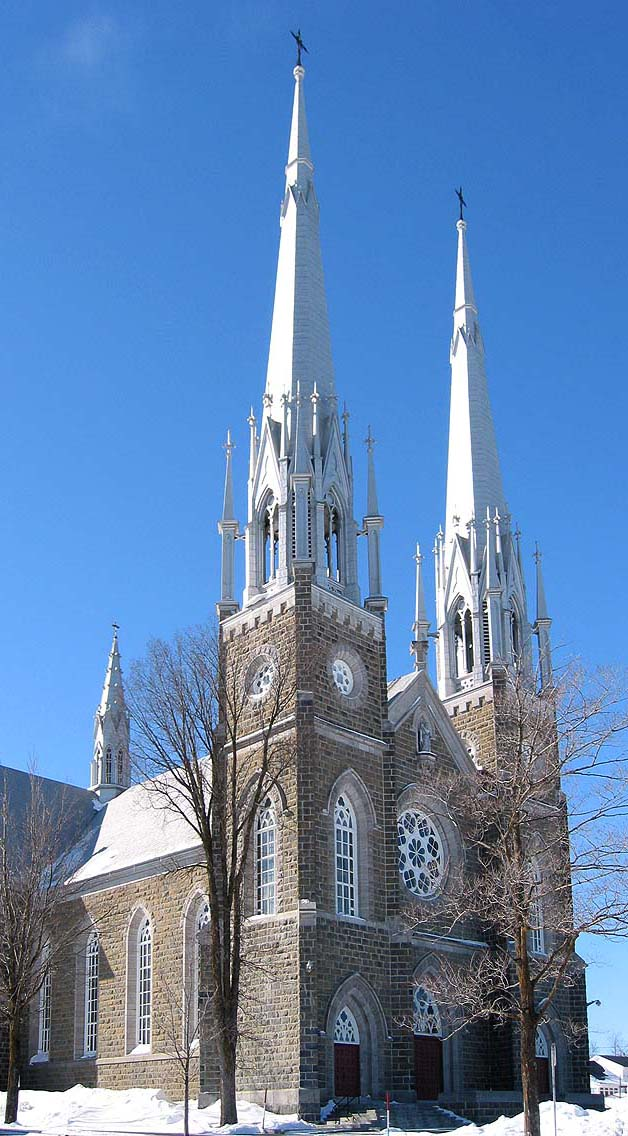
L'église Saint-Pierre-du-Lac de Val-Brillant
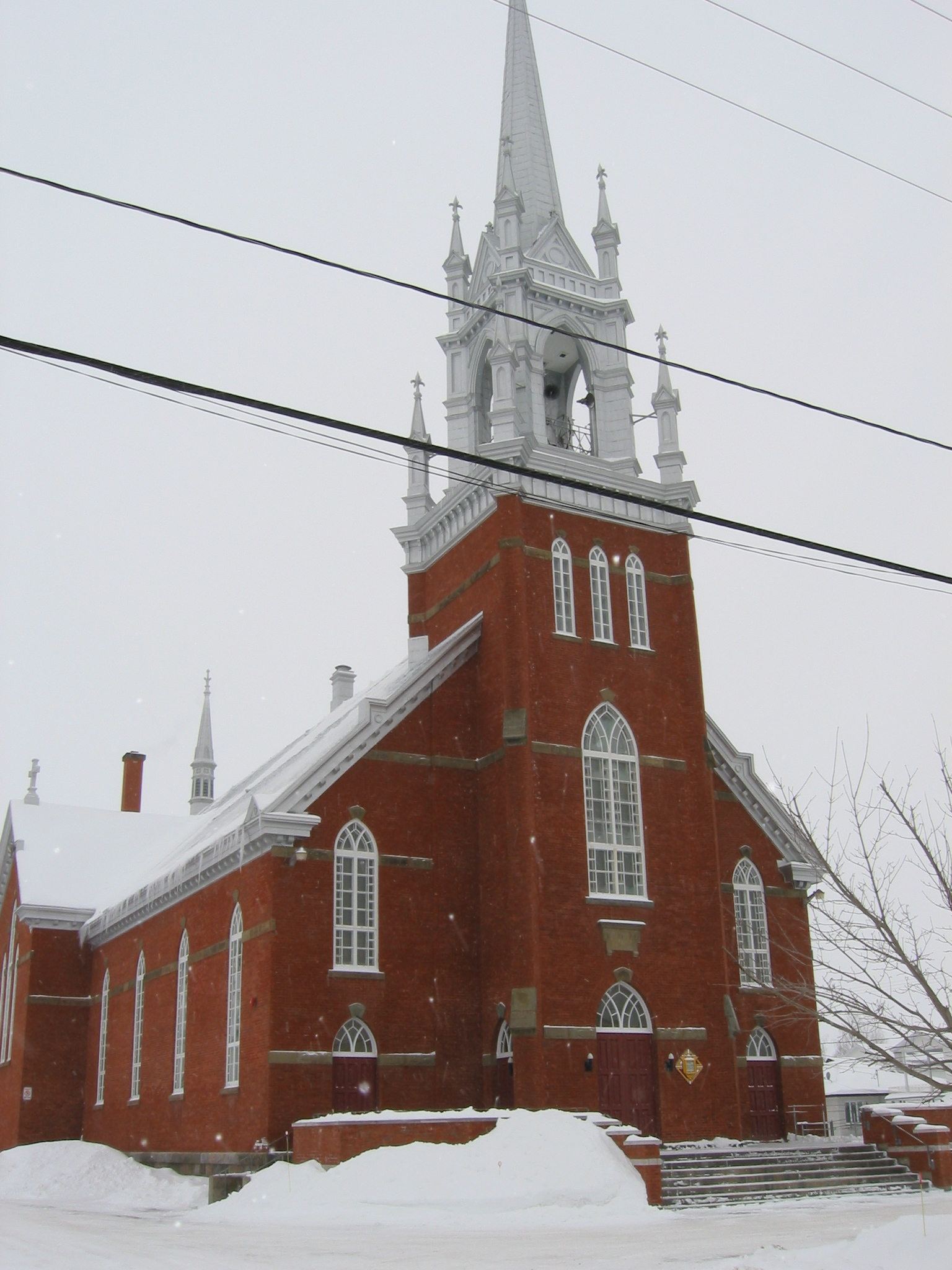
L'église Saint-Rémi de Price
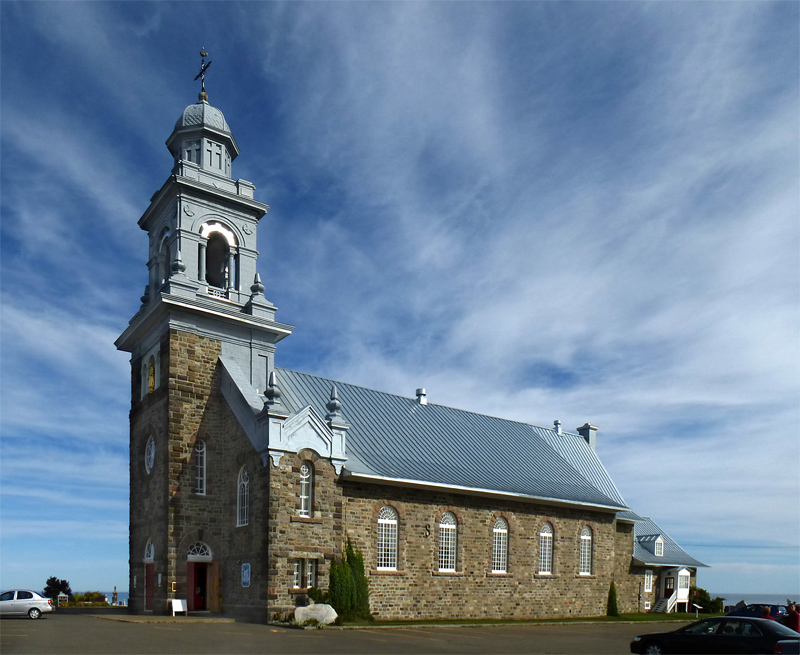
L'église Sainte-Luce de Sainte-Luce
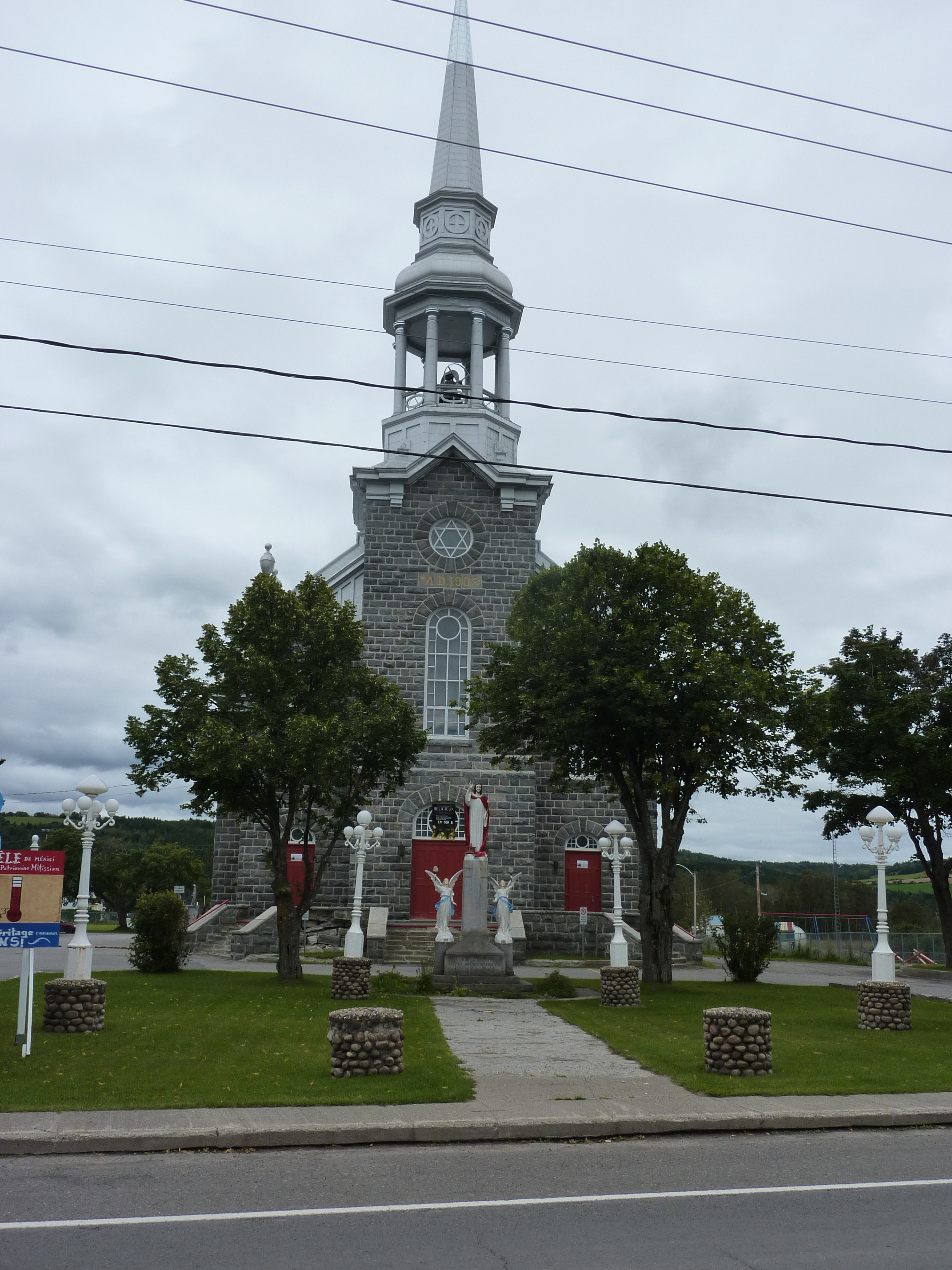
L'église Sainte-Angèle-de-Mérici de Sainte-Angèle-de-Mérici
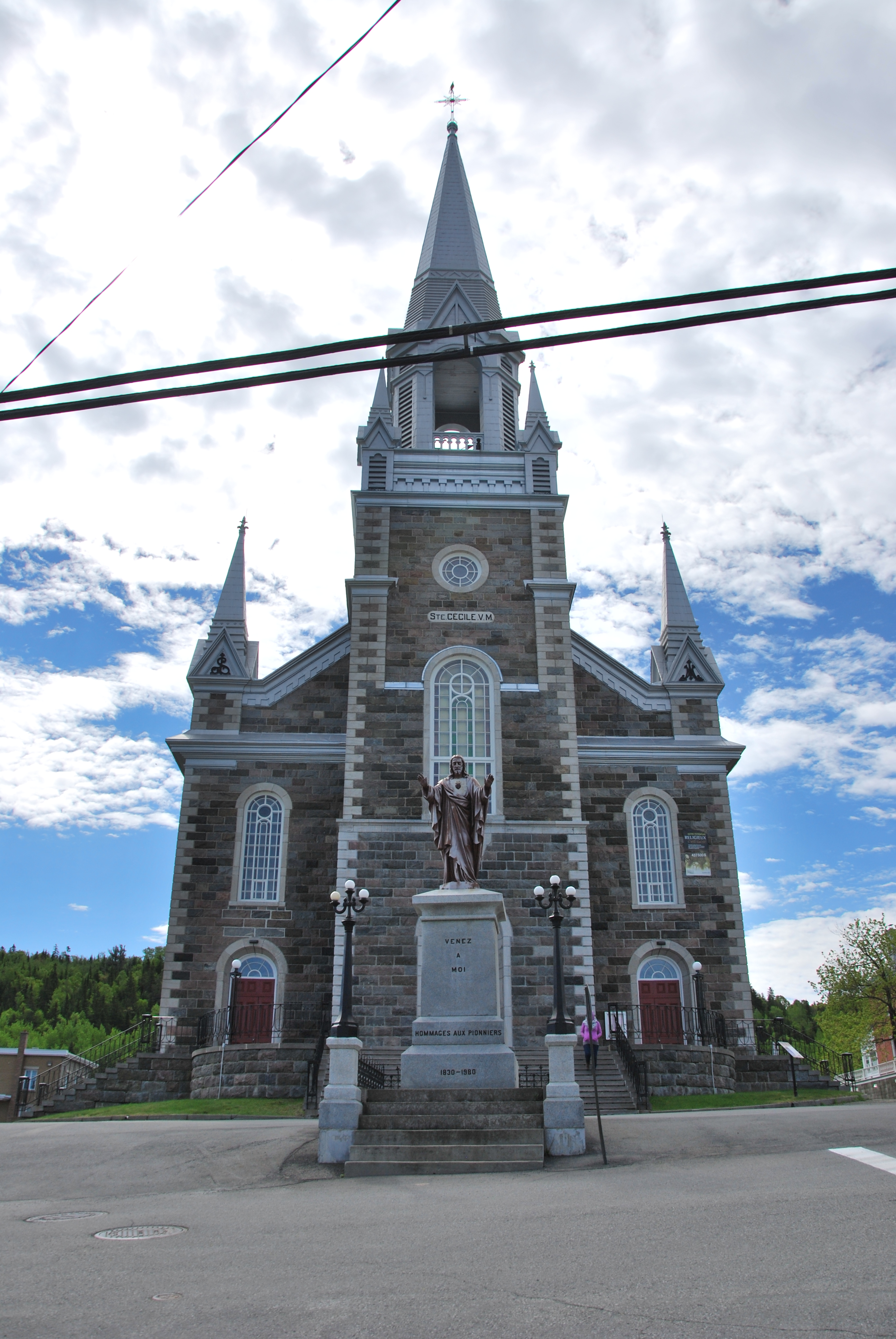
L'église Sainte-Cécile du Bic
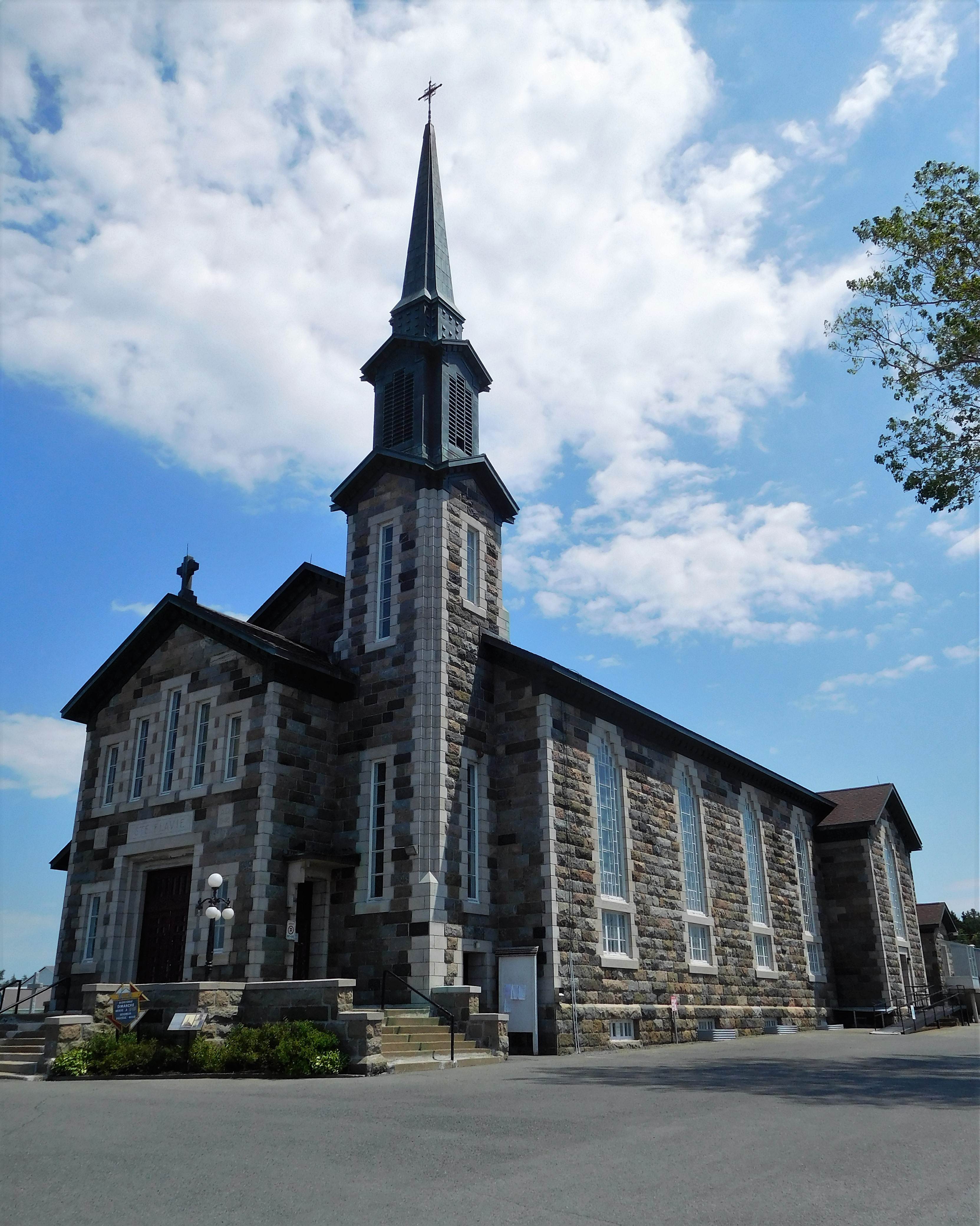
L'église Sainte-Flavie de Sainte-Flavie
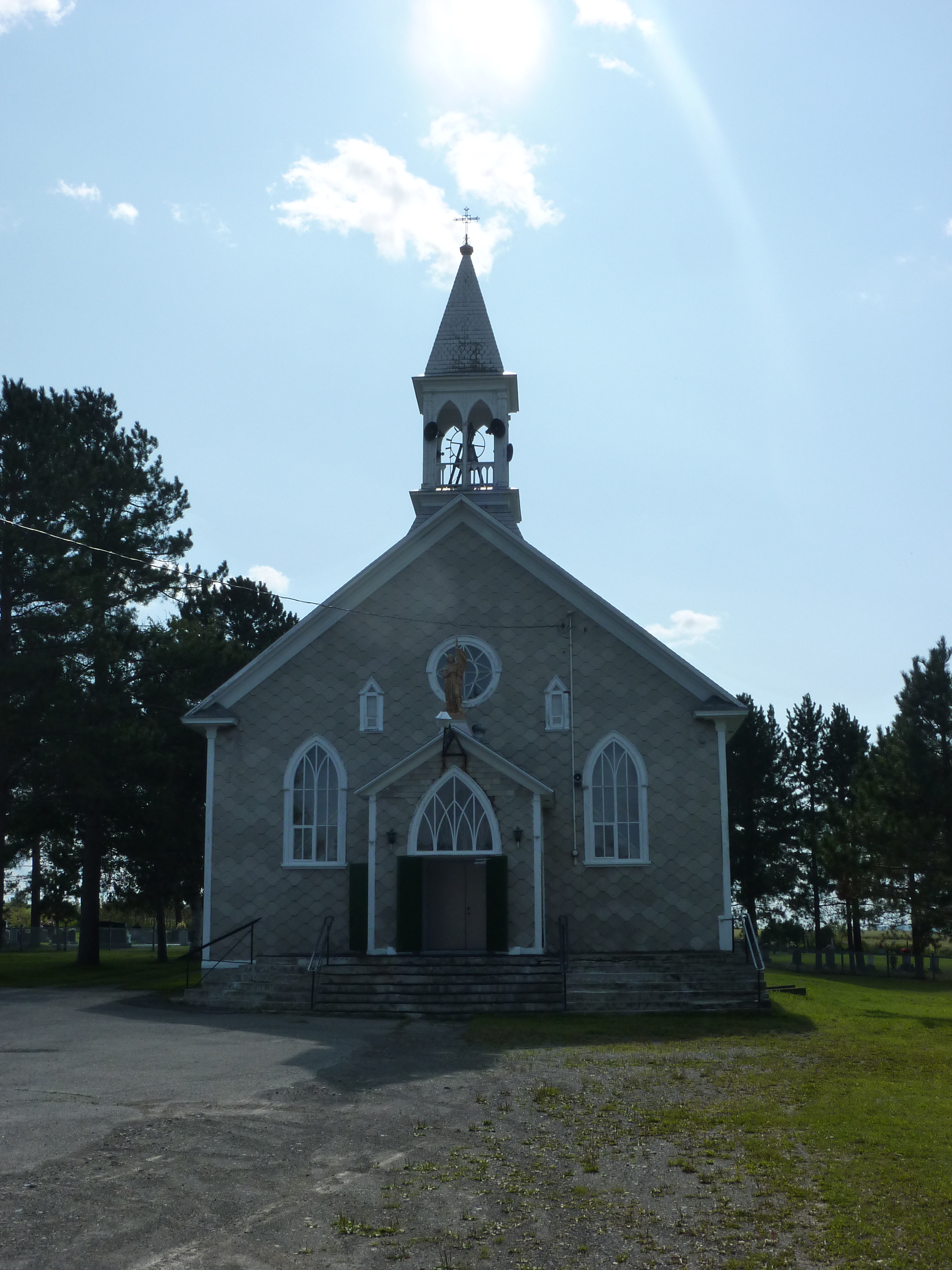
L'église Sainte-Jeanne-d'Arc de Sainte-Jeanne-d'Arc
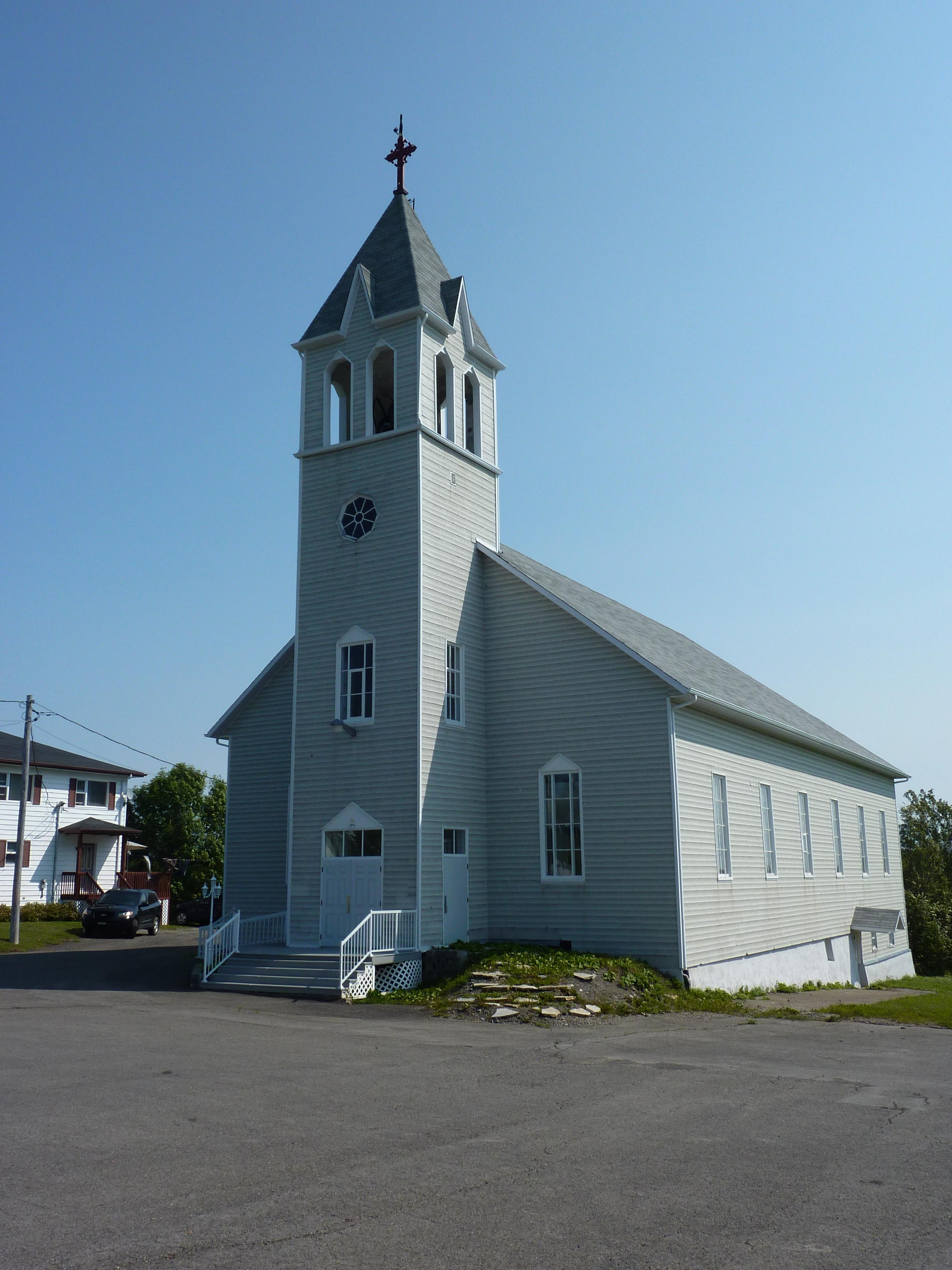
L'église Sainte-Paule de Sainte-Paule